# Kloster Leubus
Das Kloster Leubus (polnisch Opactwo Cysterskie w Lubiążu; lateinisch Luba oder Abbatia Lubensis) ist eine ehemalige Zisterzienserabtei in der Nähe des Dorfes Lubiąż (deutsch Leubus), etwa 54 km nordwestlich von Breslau in der polnischen Woiwodschaft Niederschlesien. Das Kloster gilt als eine der größten Anlagen dieser Art und seine 223 m lange Hauptfassade ist länger als die des Escorial (207 m).
Gegründet wurde das älteste schlesische Zisterzienserkloster vom schlesischen Herzog Boleslaw I. dem Langen, der 1175 die Stiftungsurkunde des Klosters ausfertigen ließ. Allerdings waren schon im Jahre 1163 Mönche aus der Zisterzienserabtei St. Marien zur Pforte in Leubus eingetroffen, die am damals dicht bewaldeten Oderufer das neue Kloster gründeten und (wie es der Ordensregel entsprach) mit der Rodung der Wälder begannen. Leubus entwickelte sich zum wichtigsten Kloster Schlesiens und hatte maßgeblichen Anteil an der Kolonisation und dem Aufbau des Landes. Von hier aus wurden bis 1256 sieben weitere Klöster in Polen gegründet.

## Geschichte

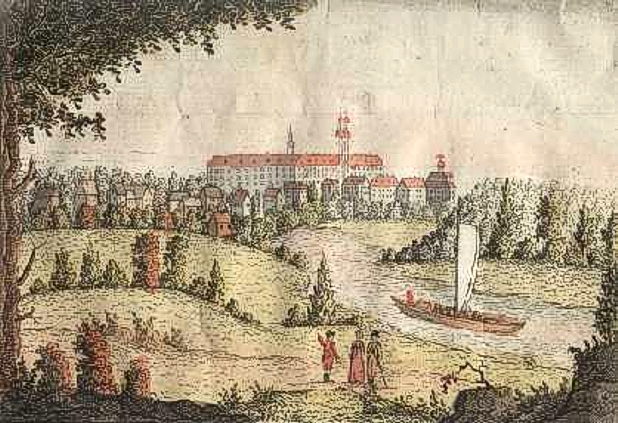
Die Oder und das Kloster Leubus von Norden (1. Hälfte des 19. Jahrhunderts)

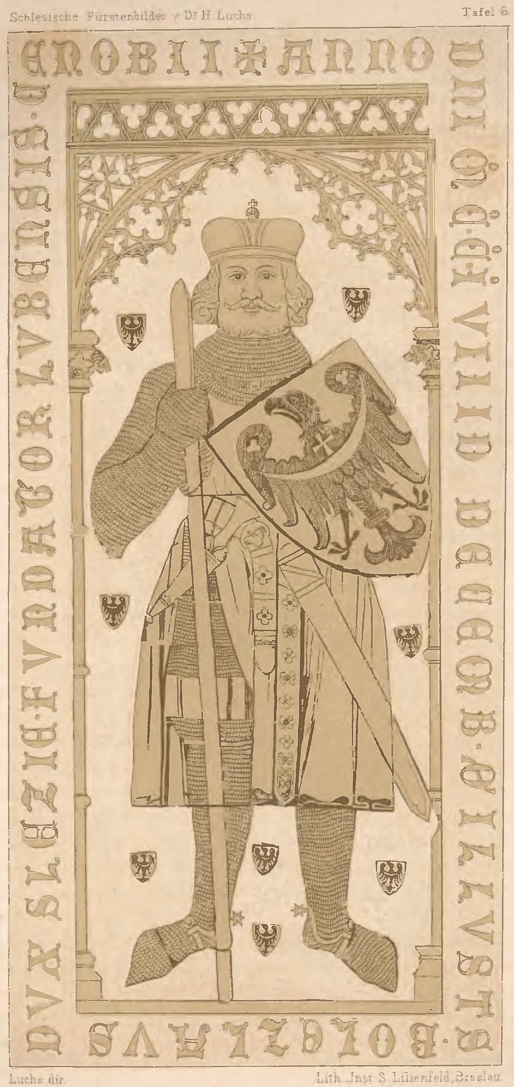
Rekonstruktion der Grabplatte Boleslaus des Langen in der Klosterkirche

Auf dem Gebiet der heutigen Abtei, am Mittellauf der Oder, wurde schon früh ein Flussübergang errichtet, an dem sich im frühen Mittelalter eine befestigte Ansiedlung mit heidnischer Kultstätte befunden haben soll. Diese Anlage wurde wahrscheinlich im Jahre 1109 zerstört. Ebenfalls nicht gesichert sind Berichte, wonach schon vor dem Jahre 1150 in Leubus ein polnisches Benediktinerkloster samt Kirche bestanden haben soll. Dies ist vor allem in älteren Publikationen zu lesen und wird heute nur noch selten vertreten. Jedenfalls war die Umgebung des Klosters Leubus noch im 12. Jahrhundert von großen Waldgebieten dominiert. Nur vereinzelt gab es Siedlungen, die fast ausschließlich von Polen bewohnt waren. Erst gegen Ende des 12. Jahrhunderts begann langsam ein Zustrom deutscher Siedler.
In diese Zeit fällt die Gründung des Klosters. Polen, zu dem damals Schlesien gehörte, war nach der Einführung des Senioratsprinzips 1138 in einzelne Herzogtümer zerfallen und Boleslaw I. der Lange wurde Herzog von Schlesien. Er hatte von 1146 bis 1163 in Sachsen gelebt, wohin er und seine Eltern Wladislaw II. und Agnes von Babenberg verbannt worden waren. Zuflucht fanden sie bei seinem Schwager, dem römisch-deutschen König, Konrad III. Dort kam Boleslaw erstmals mit Mönchen des Zisterzienserklosters Pforta in Kontakt und erkannte, welche kulturelle und wirtschaftliche Weiterentwicklung seines Landes die Ansiedlung dieser Mönche mit sich bringen würde.
Deshalb berief er Zisterzienser aus der Abtei St. Marien zur Pforte nahe Halle nach Schlesien und stellte ihnen ein Stück Land an der Oder zur Verfügung. Die Primarabtei des Klosters Pforta war Morimond. Die ersten Mönche trafen am 16. September 1163 in Leubus ein und begannen, ein hölzernes Bauwerk zu errichten und auszustatten. Die Erschließung und der Bau der Anlage zogen sich jedoch noch lange hin und wurden von den politischen Wirren dieser Zeit erschwert, so dass wahrscheinlich erst im Jahre 1174 der erste Konvent aus zwölf Mönchen gebildet wurde, der die weiteren, das Kloster betreffenden Entscheidungen traf. Erster Leubuser Abt wurde ein gewisser Florentin. Dieser erhielt auch 1175 die Gründungsurkunde von Boleslaw verliehen, die auf der Gröditzburg erstellt worden war. Damit war die offizielle Gründung vollzogen und das Kloster mit Grundbesitz und zahlreichen Privilegien wie dem Zehntrecht für den Raum Liegnitz ausgestattet.
In den nächsten Jahrzehnten kultivierten und erschlossen die Mönche das Land und leiteten den Strom deutscher Siedler nach Schlesien im Zuge der Ostkolonisation ein. Für das Land brachte dies eine Modernisierung der Wirtschaftsweise und eine Ausdehnung der landwirtschaftlichen Nutzflächen. Die Dreifelderwirtschaft wurde eingeführt, Feuchtgebiete wurden trockengelegt und Weinberge angelegt. Das Kloster florierte, so dass um 1200 die erste steinerne Klosterkirche errichtet wurde, deren erste urkundliche Erwähnung in das Jahr 1209 fällt. Sie war der erste Backsteinbau Polens, woran sich der vom Kloster bewirkte technische Fortschritt ablesen lässt. Ein Jahr später, am 8. Dezember 1201, starb Boleslaw und wurde nach seinem Wunsch im Kloster bestattet; man begrub ihn vor dem Hochaltar der Klosterkirche. Die Nachfolge trat sein Sohn Heinrich I. der Bärtige an, der die Politik seines Vaters fortsetzte. Er war mit Hedwig von Andechs verheiratet, und das Kloster unterhielt weiterhin gute Kontakte zum herzoglichen Hof, zumal Abt Günter II. der Beichtvater Hedwigs war. Heinrichs Regierungszeit brachte nicht nur eine erhebliche Machtvergrößerung Schlesiens, unter anderem durch den Erwerb des Herzogtums Krakau 1232, was ihn zum Seniorherzog von Polen machte, sie leitete auch eine Blütezeit des Klosters ein. 1202 besaß das Kloster schon 27 Dörfer und Städte, die es zum Teil selbst errichtet hatte und die ihm zum Teil als Schenkungen zugefallen waren.

### Gründung von Tochterklöstern

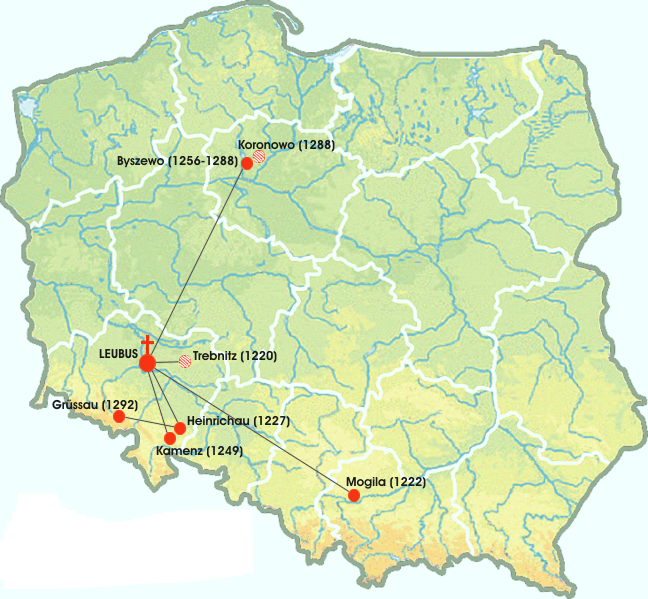
Die Tochtergründungen des Klosters (Karte mit den heutigen Staatsgrenzen Polens)

Das 13. Jahrhundert brachte auch eine von Leubus ausgehende Expansion des reformfreudigen Ordens mit sich, die sich in der Übernahme und Neugründung von Klöstern in unterschiedlichen Teilen Polens äußerte. Im Jahre 1220 übergab Papst Honorius III. das Zisterzienserinnenkloster Trebnitz, das von Hedwig gegründet worden war, dem Kloster Leubus zur Aufsicht. Bald darauf berief der Krakauer Bischof Iwo Odrowąż 1222 einige Leubuser Zisterzienser nach Kleinpolen, schenkte ihnen die Ortschaft Mogiła und stiftete die dortige Klosterkirche als Keimzelle für ein neues Kloster. Mogiła – laut Gründungsmythos angelegt über dem Grab Wandas, der Tochter von Krak, des legendären Stadtgründers von Krakau, und damals als Clara Tumba (helles Grab) bezeichnet – wurde zum ersten Tochterkloster von Leubus. Doch auch die schlesischen Herzöge Heinrich I. der Bärtige und später sein Sohn Heinrich II. der Fromme wurden mit der Zeit vom Breslauer Bischof gedrängt, das wirtschaftlich und kulturell erfolgreiche Kloster für die weitere Landesentwicklung heranzuziehen. So stifteten die Piasten 1227 das nach dem Landesherrn benannte Kloster Heinrichau im gleichnamigen Ort (heute Henryków) als zweites Tochterkloster von Leubus und zweite Zisterze in Schlesien. Von Heinrichau aus übernahmen dann die Zisterzienser im Jahre 1292 das Kloster Grüssau im ebenfalls schlesischen Grüssau (heute Krzeszów), das ursprünglich mit Benediktinern des Klosters Opatovice besiedelt worden war.
1241 drang die Goldene Horde in Schlesien ein und verwüstete bei ihrem Feldzug weite Teile des Landes. Allerdings blieben das Kloster Leubus und der gesamte Klosterbesitz an Dörfern und Gütern verschont, weshalb Leubus großen Anteil am Wiederaufbau des Landes hatte. Eine für das Kloster problematische Situation, die auch eine wirtschaftliche Stagnation mit sich brachte, begann erst mit dem Tod Herzog Heinrichs II. des Frommen am 9. April 1241 im Kampf gegen die Mongolen in der Schlacht bei Wahlstatt in der Nähe von Liegnitz (Legnica). Denn in den folgenden Jahren trat ein Erbfolgestreit, insbesondere zwischen seinen Söhnen Heinrich dem Weißen und Boleslaw II. ein, der erst eine Teilung des Landes und in der Folge eine Zersplitterung Schlesiens in immer kleinere Partikularherrschaften mit sich brachte. Gleichwohl kamen Mönche aus Leubus im Jahre 1246 nach Kamenz (heute Kamieniec Ząbkowicki) bei Frankenstein, um das 1210 gegründete Augustinerkloster Kamenz zu übernehmen. Das dortige Kloster hatte nach dem Rücktritt des Abtes Vinzenz von Pogarell im Jahre 1240 eine schwere Krise erlebt, trotzdem wurden die eingetroffenen Leubuser Mönche vom neuen Abt wieder fortgeschickt. Erst 1249 konnten sie auf Beschluss eines päpstlichen Legaten das Kloster endgültig besiedeln, was 1251 durch Papst Innozenz IV. bestätigt wurde.
Die am weitesten entfernte und zugleich letzte neue Klostergründung folgte 1256 mit dem Kloster Byszewo (lateinisch Byssonia), heute in der Gmina Koronowo bei Bromberg, nachdem der kujawische Schatzmeister Mikołaj Zbrożek sich an das Kloster Leubus wandte. Das Tochterkloster Byszewo geriet jedoch bald in Vergessenheit, da es bereits 1288 geschlossen und in das nahe gelegene Krone verlegt wurde. Erwähnenswert ist auch, dass Herzog Władysław Odon von Großpolen ebenfalls großes Interesse an den Aufbauleistungen der Zisterzienser aus Leubus zeigte. Deshalb übertrug er dem Kloster nach und nach Landstriche in Großpolen. Unter anderem siedelte das Kloster ab 1225 in der als Nakło bezeichneten, unbewohnten Wildnis (desertum quoddam iuxta Nakel) Kolonisten an (theutonicos sive alios hospites), die das unbewohnte, widrige Land urbar machten.

### Wirtschaftlicher und kultureller Aufschwung

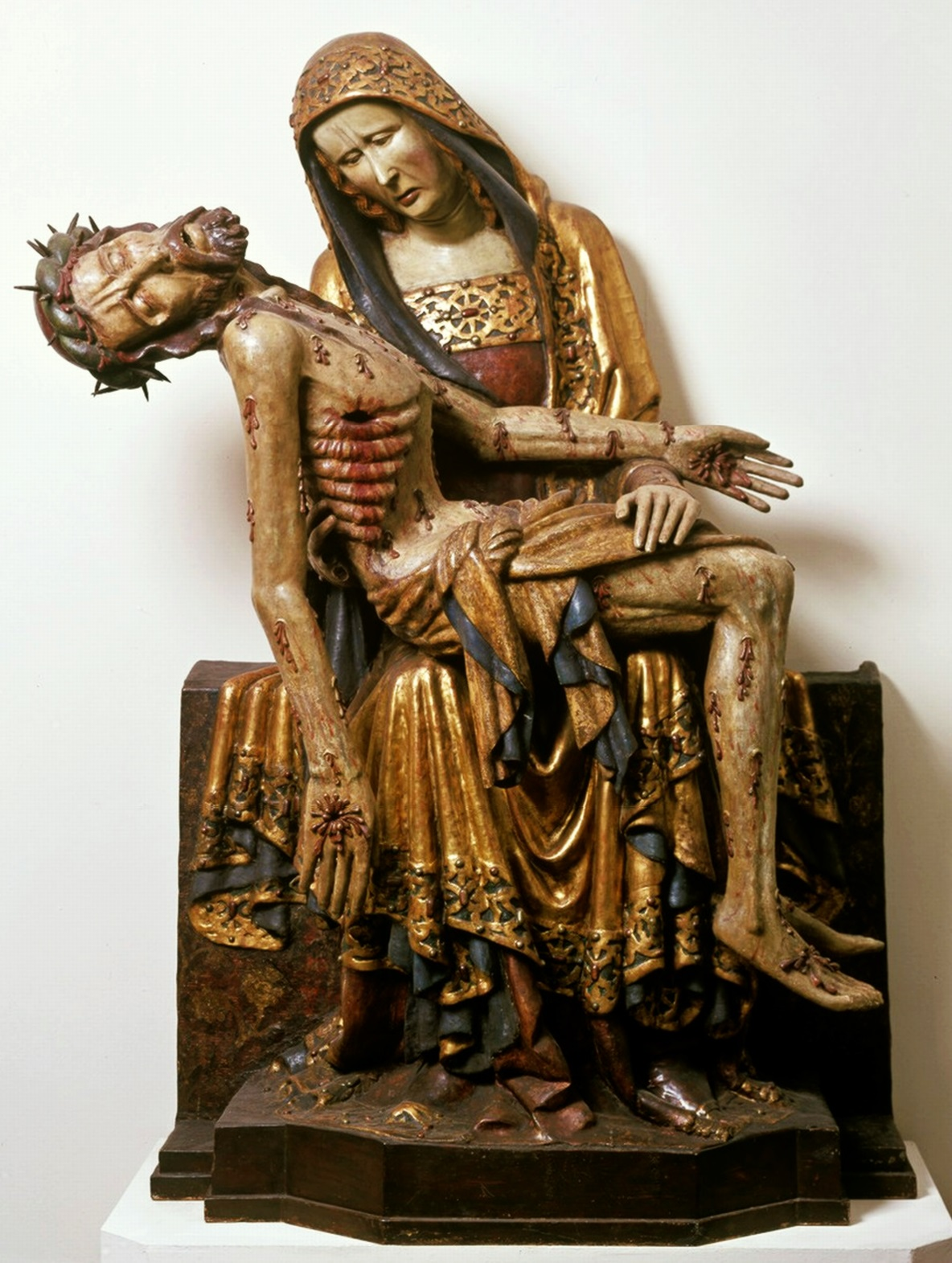
Leubuser Pietà, gotisch, um 1370. Heute im Nationalmuseum Warschau.

Bis zur Mitte des 13. Jahrhunderts war das Kloster Leubus Begründer von etwa 70 neuen Dörfern, die von Kolonisten besiedelt wurden. Mit dem 14. Jahrhundert wurde Leubus zu einem kulturellen Zentrum Ostmitteleuropas und die Klosterschule sowie die Bibliothek in Leubus trugen mit ähnlichen Einrichtungen in anderen Zisterzen Schlesiens zur kulturellen Entwicklung des Landes bei. Vor allem das Skriptorium von Leubus war eine bedeutende Institution, in der verschiedene Manuskripte, wie der Trebnitzer und Glogauer Psalter, die Leubuser Annalen, der Katalog der Breslauer Bischöfe (Catalogus episcoporum Wratislaviensium) und die Chronik der polnischen Herzöge (Chronicon principum Poloniae) angefertigt wurden. Die wirtschaftliche Stärke des Klosters wurde ab 1322 durch mehrere Goldminen in der Umgebung von Goldberg gefestigt und im Allgemeinen wurden der Bergbau und frühe Industriestätten, wie Schmieden, gefördert. Als Polen unter König Kasimir III. dem Großen 1335 auf Schlesien verzichtete, waren die Stadt und das Kloster Leubus bereits seit 1329 böhmisch und verfügten über eine breite wirtschaftliche Grundlage. Das Kloster hatte seinen Landbesitz kontinuierlich erweitert und besaß in Schlesien ausgedehnte Ländereien und etwa 65 Dörfer mit großen landwirtschaftlichen Gütern, aber auch im Osten, bei Auschwitz, und im Norden, in Großpolen, hatte das Kloster Besitzungen.
Die gute finanzielle Lage erlaubte es, die Klosterbebauung gotisch zu erneuern, aber auch die Klosterkirche wurde für das wachsende Kloster zu klein, so dass 1307 der Grundstein für den Chor der neuen gotischen Backsteinbasilika gelegt wurde. Dieser Bauabschnitt wurde 1330 vollendet und es folgten Arbeiten am Langhaus, die sich noch weitere Jahrzehnte hinzogen. Der Breslauer Bischof Nanker reiste noch im Jahre 1330 nach Leubus, um den schon vollendeten Chor zu weihen. So wie die Kirche im dritten Viertel des 14. Jahrhunderts vollendet wurde, so überstand sie im Wesentlichen alle späteren Umbauten und Renovierungen. Unter Abt Rudolf kam es noch zu einer weiteren, wichtigen Baumaßnahme. Herzog Boleslaus III. von Liegnitz-Brieg stiftete 1311 nördlich des Chorumgangs die Fürstenkapelle, die 1329 vollendet wurde. Boleslaus ließ sich dort nach seinem Tod 1352 in einer prächtigen Grabtumba bestatten. Ihm folgten weitere lokale Herzöge.

### Niedergang und Kriegsschäden

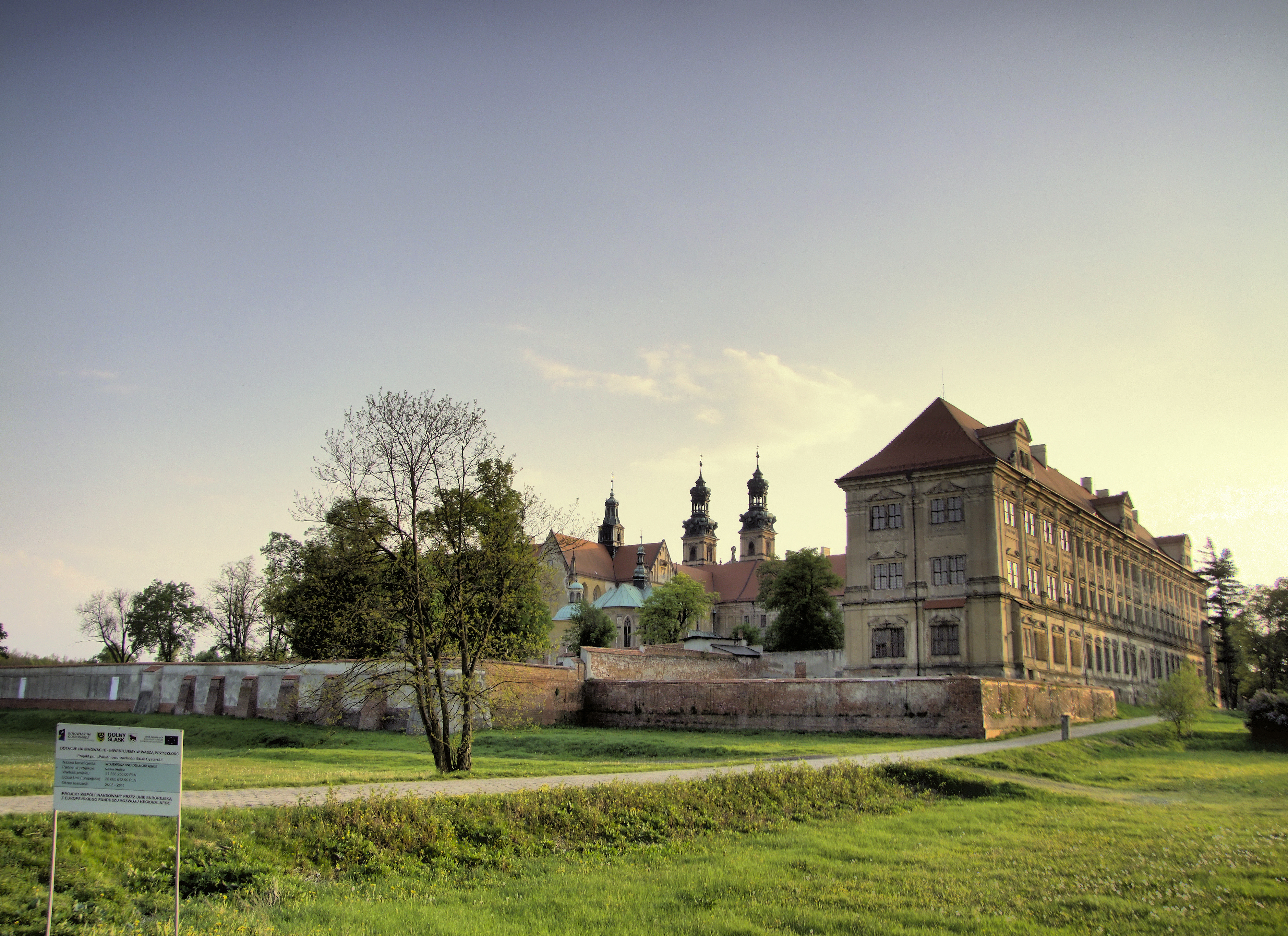
Das Kloster Leubus und die Umfassungsmauer von Norden

Die Blütezeit endete abrupt mit den Hussitenkriegen, die ab 1428 das Gebiet Schlesiens erreichten. Leubus wurde nicht nur als katholisches Zentrum, sondern vor allem wegen seiner Reichtümer in Mitleidenschaft gezogen. Die Hussiten plünderten und brandschatzten die Anlage, verwüsteten weite Teile der klostereigenen Dörfer und stürzten Leubus in eine lange wirtschaftliche Krise. Das Kloster hatte sich noch kaum von diesen Raubzügen erholt und gerade die Klosterbebauung wiederhergestellt, als 1492 Johann von Sagan-Glogau sowie dessen Schwiegersöhne Albrecht, Georg und Karl I. von Münsterberg, die späteren Herzöge von Oels, die Zisterziensermönche vertrieben, das Kloster als Jagdschloss nutzten und die Räumlichkeiten ihrem Bedarf anpassten. Die Leubuser Mönche konnten sieben Jahre lang nicht zurückkehren und fanden in Breslau und Crossen Aufnahme.
Im Jahre 1498 trat Andreas Hoffmann das Amt des Abtes an und blieb bis 1534 in dieser Position. Ihm gelang es, das Kloster seinem alten Zwecke zuzuführen und die Mönche wieder anzusiedeln. Erleichtert wurde dies dadurch, dass Albrecht, Georg und Karl 1498 gemeinsam das Erbe des Herzogtums Oels antraten und Leubus von diesem doch recht weit entfernt war. Abt Andreas ist es zu verdanken, dass er seine Amtszeit nutzte, das Kloster vollkommen wieder aufzubauen und es eingedenk der letzten, stürmischen Jahrzehnte mit Wallanlagen (Steinmauern, Erdwälle) und einem Einfahrtstor vor Feinden absichern ließ. Die durch Brandschatzung der Hussiten zerstörte Klosterkirche wurde ab 1508 wiederhergestellt. Der Wiederaufbau des Klosters verschlang 1000 Gulden, normalisierte aber das Klosterleben und verhalf der Abtei durch das Wiederaufleben der klostereigenen Wirtschaft zu einem Aufschwung.
Mit der Reformation 1517 begann auch das 16. Jahrhundert für das Kloster nicht verheißungsvoll. Vor allem die gesellschaftlichen Veränderungen waren für das Kloster von Nachteil. Dies zeigte sich darin, dass das Kloster immer weniger Neueintritte verzeichnete und der Kreis der Leubuser Mönche im Laufe des Jahrhunderts zusehends kleiner wurde. Darüber hinaus fand sich die Abtei, vor allem mit dem Herzogtum Liegnitz, von Mächten umgeben, die die Reformation angenommen hatten und mit wachsender Unabhängigkeit ihr eigenes Territorium auf Kosten des schwachen Klosters ausbauten. Der Orden schaffte es in dieser Zeit nicht, seinen Einfluss zu erhalten, und der Verlust an Land verschlechterte die wirtschaftliche Situation erheblich, auch wenn Schlesien 1526 an die katholischen Habsburger gefallen war.
Nach fast zwei Jahrhunderten des Niedergangs konnte unter Abt Rudolf von Hennersdorf eine deutliche Besserung der Lage erreicht werden. Eingeleitet wurde diese Entwicklung mit dem Neubau des großen Torhauses im Jahre 1601. Es folgte eine Renovierung der Marienkirche von 1608 bis 1636, wobei sie auch neu ausgestattet wurde. 1636 wurde der zum Katholizismus konvertierte Arnold Freiberger zum Abt von Leubus gewählt. Einen Rückschlag brachte der weitere Verlauf des Dreißigjährigen Krieges (1618 – 1648). Das Kloster wurde 1638 zum zweiten Mal von feindlichen Truppen besetzt. Diesmal waren es die Schweden und die mit ihnen verbündeten Sachsen, die den Kirchenbesitz plünderten. Selbst Teile der Klosterbibliothek und des Archivs wurden von den Besatzern geraubt und Oderabwärts in das von Schweden besetzte Stettin verschifft. Dort fielen die wertvollen Bestände 1679 einem Brand zum Opfer. Die Mönche mussten während der Besetzung nach Breslau fliehen, das nicht von Kriegshandlungen betroffen war.

### Beginn der Blütezeit nach dem Dreißigjährigen Krieg

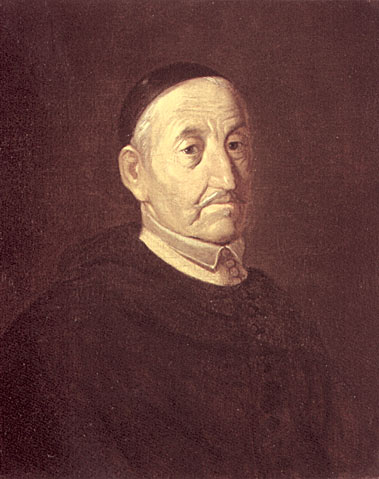
Gemälde des Leubuser Abtes Arnold Freiberger. Wahrscheinlich im Todesjahr 1672 des damals 83-Jährigen von Michael Willmann gemalt

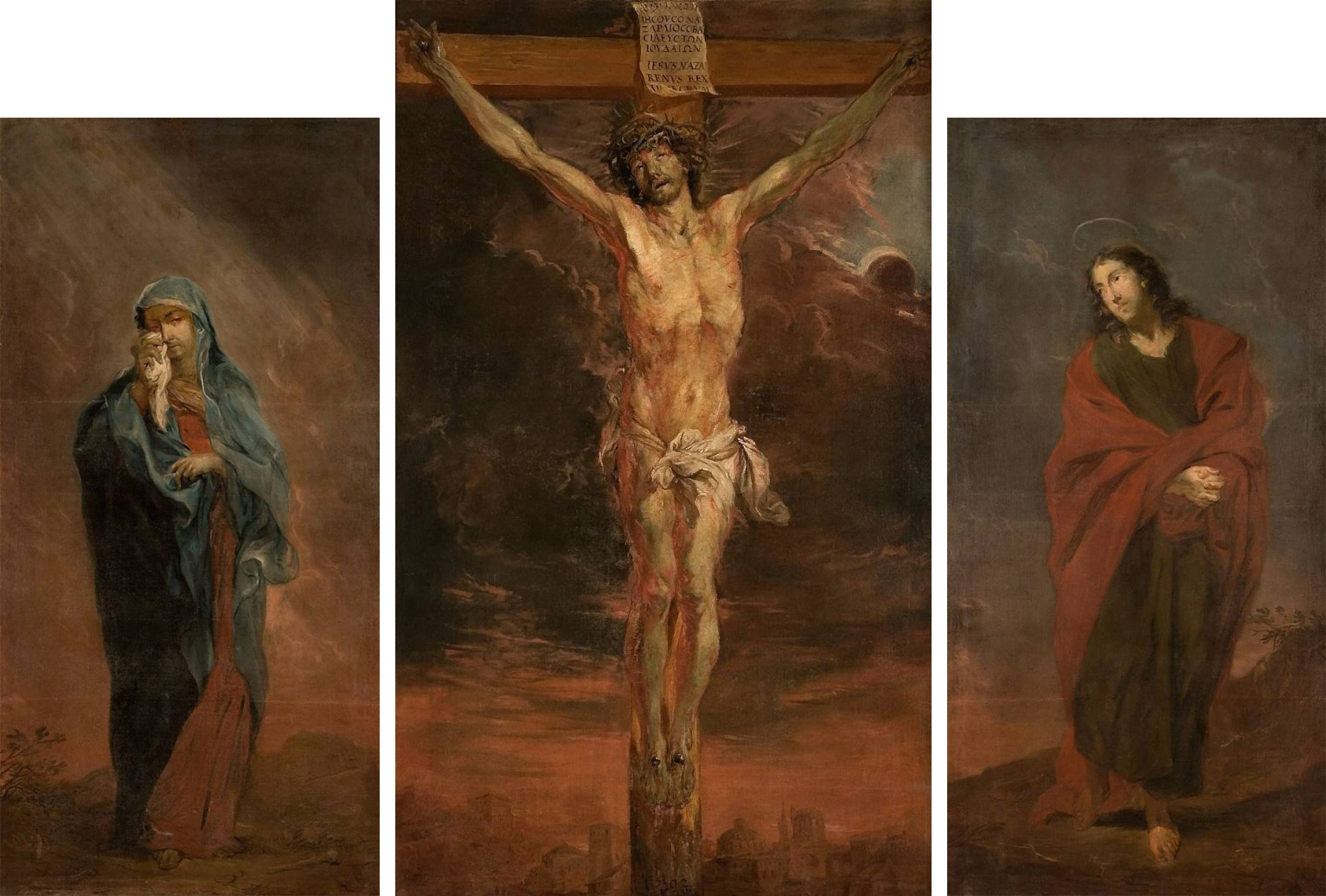
Kreuzigungsgruppe Michael Willmanns für die Klosterkirche Leubus. Heute im Nationalmuseum Breslau

Doch nach diesem langwierigen Krieg setzte im damals österreichischen Schlesien das Zeitalter der Gegenreformation ein. In der Zeit des Wiederaufbaus nach dem Dreißigjährigen Krieg entstanden auch in Schlesien zahlreiche Bauwerke im Stile des Barock und besonders die neuen Kirchenbauten sollten den katholischen Glauben sowie die Habsburger glorifizieren. Für das Kloster Leubus begann unter seinem bedeutendsten Abt Arnold Freiberger ein „goldenes Zeitalter“. Die vielen für die Wirtschaft des Klosters unentbehrlichen zerstörten Güter wurden wiederaufgebaut, andere neu erworben. Mit dem wirtschaftlichen Aufschwung konnten die vor allem in den Kriegszeiten aufgenommenen enormen Schulden abgezahlt werden. Natürlich profitierte man beim Wiederaufbau von der Förderung des Katholizismus durch die Habsburger, die auch das Klosterstift Leubus, dem eine wichtige Rolle bei der Rekatholisierung zufiel, finanziell unterstützten.
Das Kloster unterstützte die katholischen Gemeinden der Umgebung vor allem durch Kirchenneubauten, wie der Valentinskirche in der Ortschaft Leubus. Aber die umliegenden Herzogtümer mit ihrer protestantisch gewordenen Bevölkerung konnten trotz Teilerfolgen nicht gänzlich für den Katholizismus wiedergewonnen werden. Solche Bemühungen scheiterten nicht nur am Widerstand der Einwohner, sondern vor allem an den Gegenbestrebungen der Landesherren.
Nicht nur die Wirtschaft, sondern auch die Bausubstanz des Klosters war nach dem Krieg in einem miserablen Zustand. So hatte Freiberger das Kloster damals für ganz wüst und öde, wie auch höchst bawefällig befunden und auch der Leubuser Amtmann, der eine Chronik der Abtei schrieb, stellte fest, daß also daß Gestifft sich der Zeit in solchem flore undt Zustande befindet, alß sichs niemahln befunden hatt. Von 1649 bis 1670 fanden Renovierungsarbeiten und Umbauten statt, die erstmals im Stile des Barock ausgeführt wurden. Auch wenn Leubus ein Zisterzienserkloster war, das laut Ordensregeln über eine schlichte Bauweise verfügen sollte, so zeigte man sich der neuen, üppigen Kunstrichtung aus den österreichischen Landen sehr aufgeschlossen -- und die gute finanzielle Lage erlaubte der Abtei eine relativ großzügige Bautätigkeit. Zuerst wurden die Arbeiten an der Kirche aufgenommen, worauf auch der Bau der neuen Klosterschule und neuer Klosterzellen durchgeführt wurde. Außerhalb des Klosters legte man 1649 einen Park mit Brunnen an, die von eigens dafür geplanten Wasserleitungen gespeist wurden. 1670 stiftete Abt Freiberger eine vergoldete Marienfigur, die vor dem Hauptgebäude aufgestellt wurde und eine kleinere, die im Städtchen Leubus ihren Platz fand. Beide wurden wahrscheinlich vom Liegnitzer Bildhauer Matthias Knothe ausgeführt.
Getragen von der gesamtösterreichischen Situation gelangte das Kloster Leubus wieder zu großer kultureller Bedeutung. Ausdruck dieser Entwicklung war das Jahr 1660. Damals hatte Arnold Freiberger den Maler Michael Willmann angeworben, für das Kloster zu arbeiten. Zuvor hatte Willmann unter anderem am preußischen Hof in Berlin und Königsberg gewirkt, gleichwohl eröffnete er 1666 in Leubus seine Werkstatt, wo er lukrative Aufträge, auch der übrigen schlesischen Zisterzienserklöster, ausführen konnte. In den 40 Jahren, die er in Leubus verbrachte, wurde die Abtei, auch dank seiner fähigen Werkstattmitarbeiter, zum Zentrum der schlesischen Barockmalerei. Willmann verstarb 1706 und wurde, auch wenn er kein Mönch des Klosters war und entgegen den Ordensregeln, in der Klosterkrypta begraben. Damit würdigte man seine großen Verdienste, die er um die Abtei erworben hatte.

### Erbauung der Barockanlage

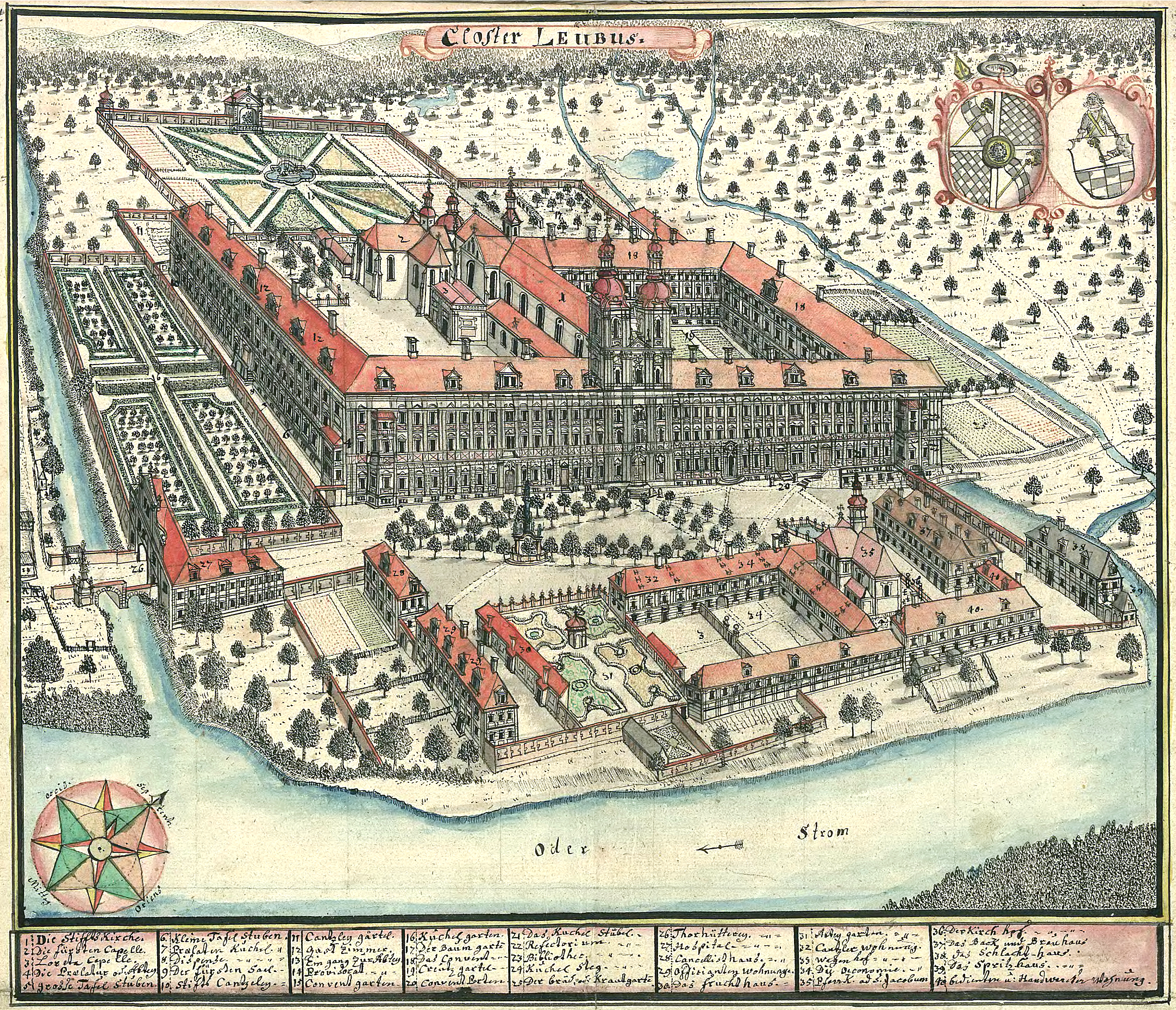
Ansicht der Abtei Leubus von Nordwesten;
Darstellung aus dem 18. Jahrhundert nach F.B. Werner

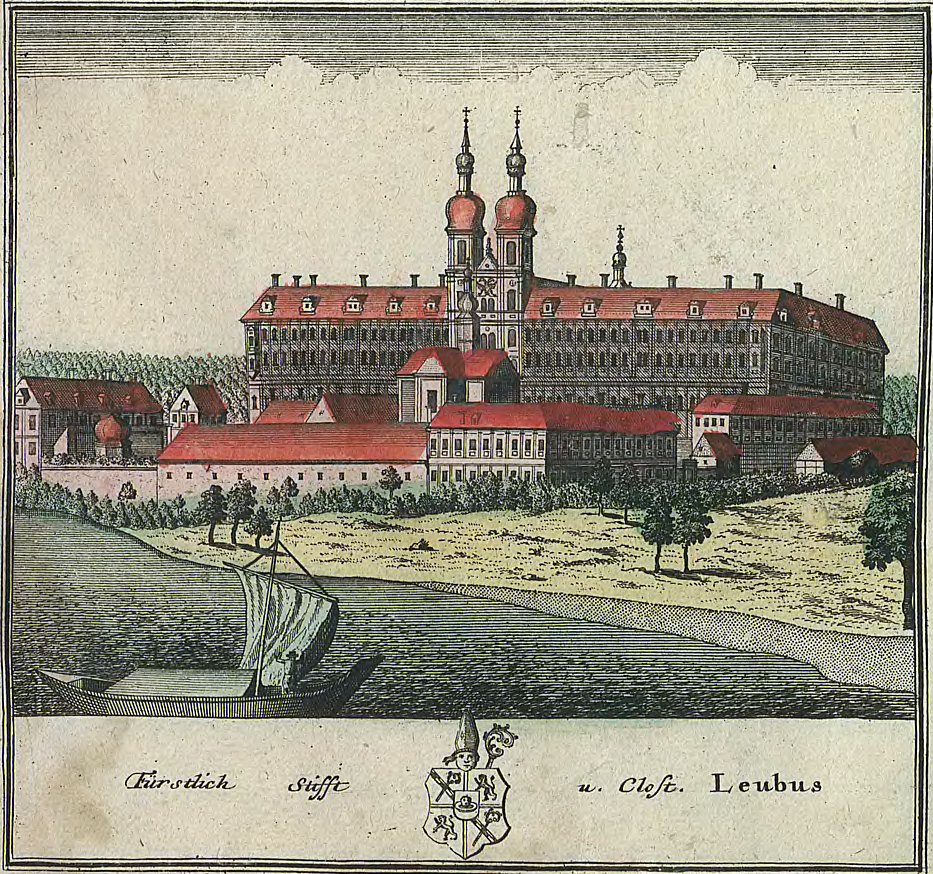
Die Hauptfassade des Klosters von der Oder gesehen; ein Stich Friedrich Bernhard Werners um 1750

1672 wurde mit Johann Reich wieder ein sehr fähiger Bürgerlicher zum Leubuser Abt gewählt. Hier gilt es anzumerken, dass in Zeiten der absolutistischen Ständegesellschaft gerade die Klöster Menschen aus dem Bürgertum Aufstiegsmöglichkeiten boten. In der Abtei Leubus waren die Mönche nicht nur überwiegend Schlesier, sie waren fast ausschließlich bürgerlicher Herkunft. Abt Reich führte in seiner Amtszeit bis 1691 das Werk seines Vorgängers fort und die gute finanzielle Lage des Stifts ermöglichte es ihm, das Kloster baulich umzugestalten. So entstanden in den 1670er-Jahren jene Pläne, die Leubus zur Barockanlage europäischen Maßstabs machen sollten. Die erste Baumaßnahme, der Umbau der Fürstenkapelle, war schon 1670 unter Reichs Vorgänger Freiberger begonnen worden und zehn Jahre später vollendet. Die Umgestaltung der Klosterkirche Mariä Himmelfahrt erfolgte 1672 bis 1681. Am 15. Oktober wurde der Grundstein für den Neubau am späteren Ostflügel der Prälatur gelegt, der sich nördlich der Klosterkirche befindet. Zuvor hatte man die vorwiegend gotischen Klostergebäude abgerissen. Die beiden Flügel des Palasts wurden 1699 fertiggestellt, man beließ es jedoch wegen Geldmangel vorerst bei diesem Bauabschnitt.
1691 war Dominik Krausenberger Abt geworden, in seiner nur einjährigen Amtszeit ließ er Willmann die Kuppeln des Chorumgangs ausmalen (1690–1692) sowie ein Denkmal für acht Breslauer Bischöfe errichten, die schon früher in der Klosterkirche bestattet worden waren. Unter dem neuen Abt Balthasar Nitsche wurde der Grundstein für die ersten Teile des Konventsgebäudes, die Bibliothek und das Refektorium gelegt. Das Konventsgebäude bildete ein Viereck mit Innenhof, schloss sich südlich an die Kirche an und wurde 1715 fertiggestellt. Schon 1696 folgte mit Ludwig Bauch der nächste Abt, der bis 1729 die Geschicke der Abtei lenkte. Er ließ von 1726 bis 1728 in Liegnitz den barocken Leubuser Abtspalast erbauen und setzte mit dieser Stadtresidenz, die mit seinem Wappen versehen wurde, ein Zeichen für die neue Blütezeit des Stiftes Leubus. Aber auch im Kloster selbst ließ er mit der neuen Doppelturmfassade der Klosterkirche ein bedeutendes barockes Bauwerk errichten. Darüber hinaus wurde 1727 noch ein Kalvarienberg auf einem Hügel in der Nähe des Städtchens Leubus angelegt. Unter Abt Nitsche wurde der Klosterumbau vollendet, und bis heute präsentiert sich das Äußere in dieser Form. Sein Nachfolger Constantin Beyer war für die kostbare Innenausstattung des Sommerrefektoriums, der Klosterbibliothek und des Fürstensaals der Auftraggeber, die Meisterwerke des Barocks darstellen.

### Preußische Zeit und Säkularisation

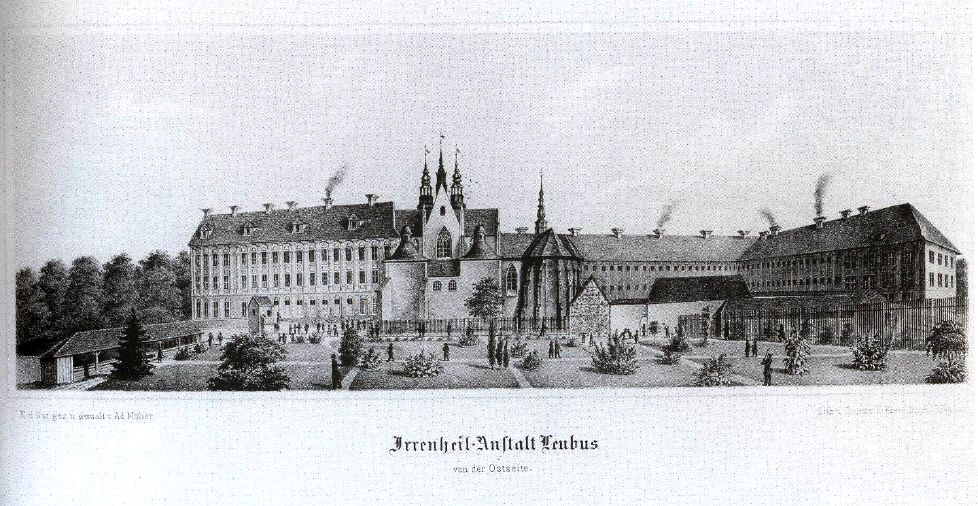
Irrenheil-Anstalt Leubus von der Ostseite 1870

Während das Kloster von den habsburgischen Landesherren und der von ihnen geführten Gegenreformation profitierte, änderte sich die Lage mit dem Jahr 1742 und beendete die große Blütezeit der Abtei. Nach dem Ersten Schlesischen Krieg bekam das siegreiche Preußen im Frieden von Berlin endgültig fast ganz Schlesien und damit auch das Kloster Leubus. Auch wenn der Grundcharakter der neuen Herrschaftszeit tolerant war, so musste die von Preußen eingeleitete Aufwertung des Protestantismus dem katholischen Kloster zwangsläufig schaden. Neben diesem deutlichen Machtverlust spielten auch wirtschaftliche und finanzielle Probleme beim Niedergang des Klosters eine Rolle. Denn bereits 1741 war das Kloster von Friedrich II. dem Großen zu hohen Kontributionen verpflichtet worden. Im Zuge der Säkularisation in Preußen wurde auch das Kloster Leubus am 21. November 1810 aufgelöst. Damit wurde auch der große Grundbesitz des Klosters an 59 Ortschaften und 32 landwirtschaftlichen Gütern und den dort ansässigen Betrieben als Königliche Domäne Leubus verstaatlicht. Nach der Schließung folgte ein Jahr später die Auslagerung von 471 wertvollen Gemälden, darunter auch etlichen von Willmann, die für die neue Gemäldegalerie in Breslau bestimmt waren. Ebenso wurde mit Teilen der Klosterbibliothek und der Archive verfahren.

### Domäne und Landesgestüt
Während der Befreiungskriege gegen Napoleon Bonaparte 1813 fanden die Klostergebäude als Lazarett eine neue Nutzung. Nach dem Ende der Kriegshandlungen wurde das Lazarett nicht mehr gebraucht, so dass 1817 im Kloster das königlich preußische Schlesische Landgestüt Leubus und 1823 in den Gebäuden des Konvents eine Psychiatrie eingerichtet wurde. Die Prälatur erfuhr nicht eine solche Zweckentfremdung und einige Räume dienten als Pfarrhaus für die neue Pfarrei. Denn 1818 war die Klosterkirche zur Pfarrkirche umgewandelt worden und die Loretokapelle erfüllte nun Aufgaben einer Sakristei. Teile der ehemaligen Klosterflächen wurden fiskalisch weiterhin als Domäne Leubus betrieben. Ein Pächter bereits vor 1884 war der neuadelige kgl. preuß. Amtsrat Theodor Hermann von Frantzius (1835–1890), der in (Klein)-Gaffron als konventioneller Gutsbesitzer fungierte. Im folgten weitere bürgerliche Pächter der Domäne mit Städtel Leubus. Die Domäne blieb wiederum dem Kgl. Domänenfiskus zugeordnet. Um 1907 unterstand das Leubuser Nieder-Schlesisches Landes-Gestüt dem Rittmeister Stephan Graf von Suminski.
Mit der Zeit wurde den Behörden auch der hohe künstlerische Wert der Klosterräumlichkeiten bewusst, so dass 1898/99 die Ausmalungen des Fürstensaales und der Klosterbibliothek erneuert wurden, was bereits 1906 bis 1910 wiederholt wurde. Zu Beginn des 20. Jahrhunderts wurden die Klostergebäude einer größer angelegten Renovierung unterzogen, so auch von 1934 bis 1937 die Klosterkirche. Diese Restaurierungsarbeiten waren die letzten für mehr als 50 Jahre.

### Nutzung im Zweiten Weltkrieg und in der Zeit danach

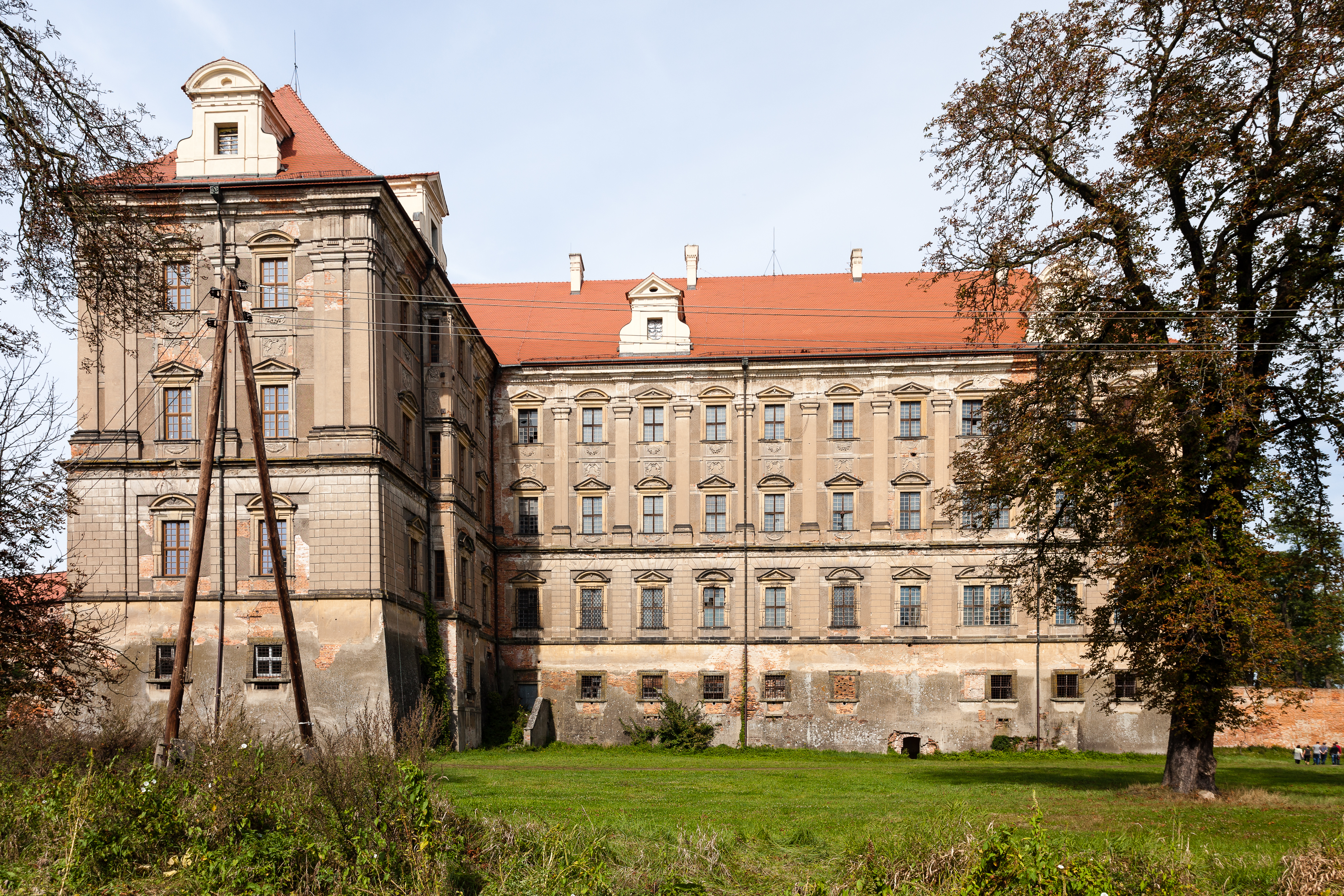
Der Südflügel des Konventsgebäudes

Bereits 1936 wurde das im Kloster untergebrachte Gestüt nach Fürstenstein im Waldenburger Bergland verlegt. Im Mai/Juni 1942 richtete Telefunken in den Klostergebäuden Forschungslaboratorien und Werkstätten zur Entwicklung von Radarempfängern ein. Daneben hatte dort eine Firma namens „Schlesische Werkstätten Dr. Fürstenau & Co., G.m.b.H.“ ihren Sitz. Da diese Rüstungsbetriebe der Geheimhaltung unterlagen, wurde das Klostergelände mit der Pfarrkirche und dem Pfarrhaus zur Sperrzone. In den Betrieben wurden auch Zwangsarbeiter aus Luxemburg beschäftigt, von denen etliche wegen der schlechten Arbeitsbedingungen starben. Für sie wurde 1985 eine Gedenktafel am Kloster angebracht. Im Januar 1943 wurden Pläne zum Bau von Hochspannungsleitungen zum ehemaligen Kloster erarbeitet und eine kleine Kläranlage erbaut. Außerdem wurden zwei Oderbrücken angelegt und das Gelände mit Nebelanlagen ausgestattet, die es vor feindlichen Flugzeugen schützen sollten. Im März desselben Jahres besuchte Gauleiter Karl Hanke die Anlage zusammen mit einer Delegation von Telefunken.
Teile der Klostereinrichtung wurden 1944 vorsorglich ausgelagert. Ab dem 25. Januar 1945 wurde die gesamte Anlage evakuiert und Akten wurden vernichtet bzw. gingen später verloren. Welche Funktionen das Kloster im Zweiten Weltkrieg im Einzelnen hatte, ist auch wegen widersprüchlicher Zeugenaussagen und verschiedener Gerüchte nicht genau zu bestimmen; die angelegte bauliche Infrastruktur wurde wohl als Indiz für ein mutmaßlich groß angelegtes Projekt gedeutet. Angeblich sollen in dieser Fabrik von 1939 bis 1942 auch V2-Motoren hergestellt worden sein. Es gibt auch Erzählungen über geheime Gänge unter der Oder; dagegen spricht aber, dass die Oder bei Hochwasser bis an die Sohle der Keller des Klosterflügels ansteigt.
Das Kloster erlebte keine Zerstörungen durch unmittelbare Kriegseinwirkungen. Nach Kriegsende im Mai 1945 kam Leubus wie ganz Schlesien unter polnische Verwaltung und wurde in Lubiąż umbenannt. Die ausgelagerten Kunstwerke blieben weitgehend erhalten und wurden größtenteils in das Nationalmuseum Breslau, in das Nationalmuseum Warschau oder in nach Kriegszerstörungen wiederaufgebaute Warschauer Kirchen verbracht.
Nach dem Krieg wurden Soldaten der Roten Armee im Kloster einquartiert; später wurde für sie im Kloster ein Hospital eingerichtet. Die einquartierten Soldaten richteten im Kloster schwere Verwüstungen an. Die verbliebene wertvolle Ausstattung wurde mutwillig zerstört, was aus Holz war, wurde in Öfen verheizt, darunter Kunstwerke wie Teile des Engelsgestühls oder die Altäre der Klosterkirche. Die Treppen zu den Kirchtürmen wurden durchschlagen, als man die Glocken herunterwarf. Die 96 im Kloster und den Krypten erhaltenen Grabmäler Leubuser Äbte und verschiedener Herzöge wurden von den Soldaten aufgebrochen und nach Kostbarkeiten durchsucht. So gingen auch die Herrschaftsinsignien der beigesetzten schlesischen Herzöge verloren. Die Knochen der Bestatteten wurden aus den Gräbern geworfen, so dass sie später nicht mehr zugeordnet werden konnten. Nur die Mumie Michael Willmanns konnte wieder identifiziert werden.

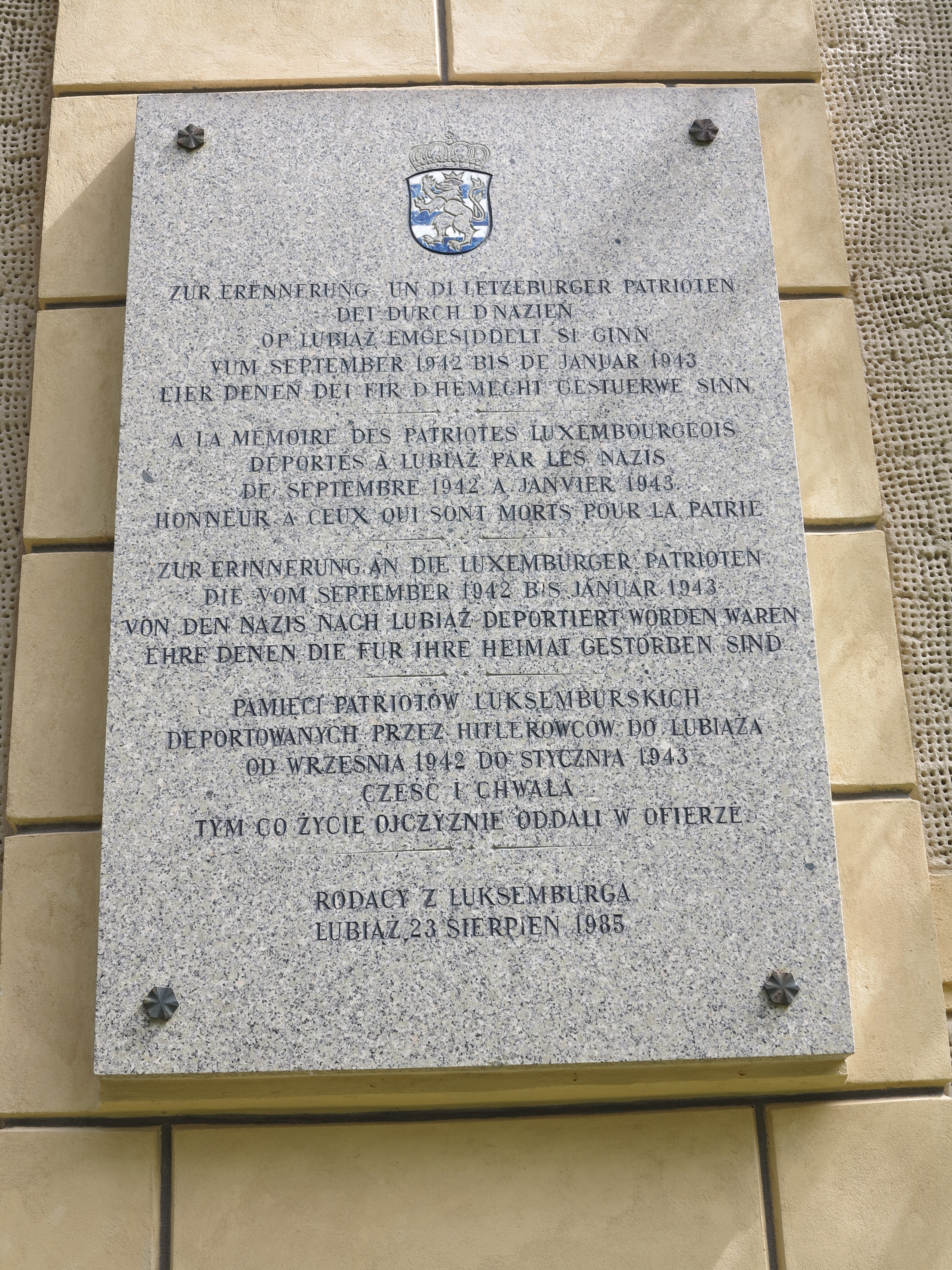
Gedenktafel für von den Nazis verschleppte und im Kloster internierte Luxemburger Bürger, die hier starben.

An der Fassade erinnert eine Gedenktafel an Luxemburger Bürger, die von September 1942 bis Januar 1943 in das Kloster deportiert wurden und hier verstarben.

### Verfall und Wiederaufbau

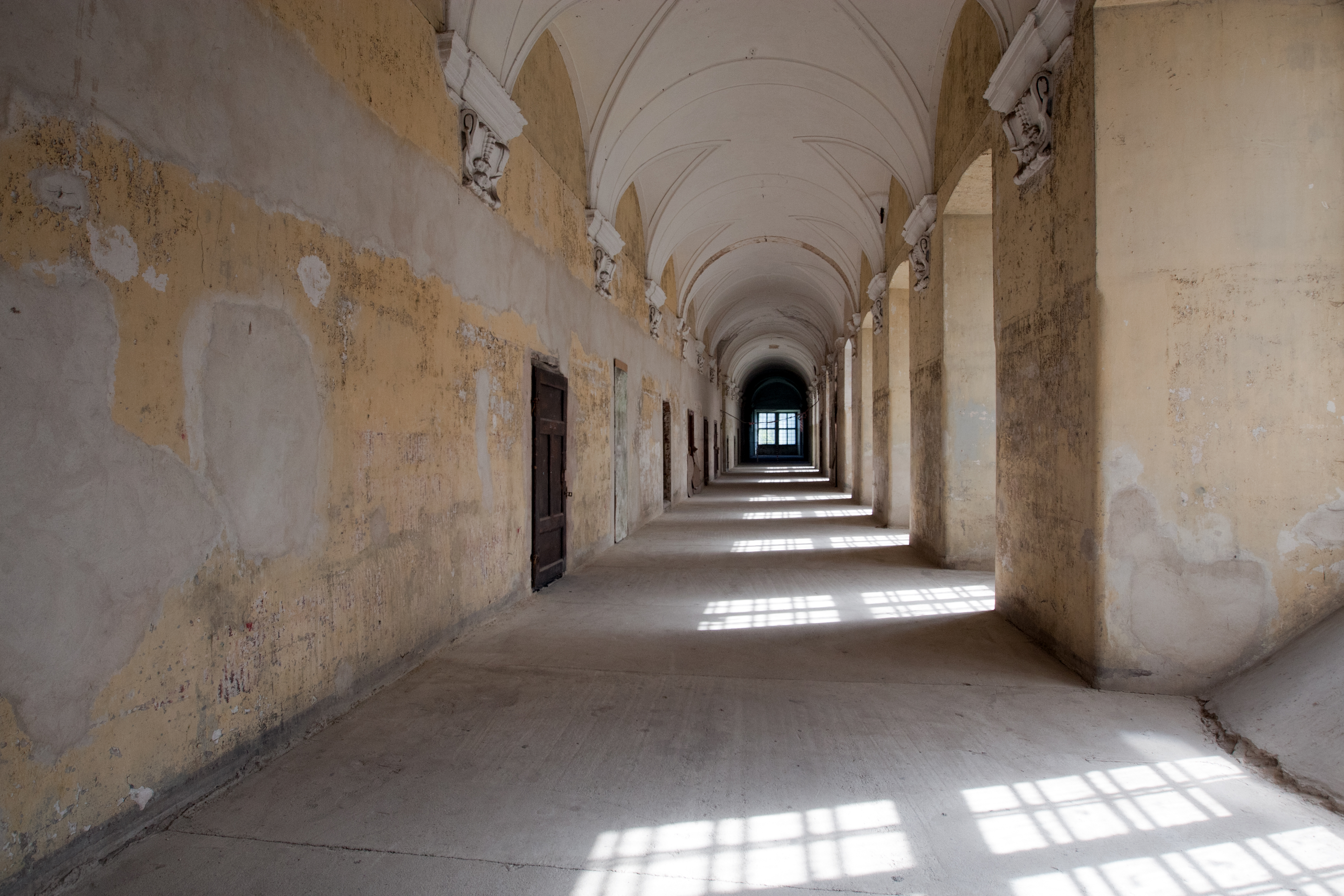
Einer der unsanierten Gänge im Kloster

Nach dem Abzug der Rotarmisten 1950 war das verwüstete Kloster ohne Verwendungszweck und hatte keinen Besitzer. Einige Räume wurden als Lager vor allem für Restbestände an Büchern benutzt, so wie das Sommerrefektorium, in dem bis zur Decke Bücher gelagert wurden. Nach der letzten Renovierung 1937 waren keine weiteren Reparaturen im Inneren oder Äußeren, geschweige denn Renovierungen durchgeführt worden, so dass die Abtei in den nächsten Jahren zusehends verfiel. Natürlich hatte dies auch politische Gründe, da die kommunistische Führung Polens, schon wegen der einem Palast ähnelnden Bebauung und noch dazu der historischen Bedeutung des Klosterstifts für die deutsche Kolonisation, kein Interesse an Lubiąż zeigte. 1962 leitete der Breslauer Konservator zwar Sicherungsmaßnahmen ein, die wegen Geldmangels jedoch wieder eingestellt wurden.
Nach der politischen Wende in Polen 1989 und dem Ende der kommunistischen Diktatur wurde erstmals wieder mit Instandsetzungsmaßnahmen begonnen. Zu diesem Zwecke wurde am 9. September 1989 auch eine Stiftung für das Kloster, die Fundacja Lubiąż, gegründet, die schließlich die unklaren Besitzverhältnisse in Ordnung brachte und Besitzer des gesamten Klostergeländes wurde. Die Stiftung führt bis heute mit Spendenmitteln die Renovierung des Klosters durch. Finanzielle Unterstützung erhält sie dabei unter anderem von der Stiftung für deutsch-polnische Zusammenarbeit. So wurden 1996 die Restaurierung des Fürstensaales abgeschlossen, der Saal für Besucher geöffnet und im Jahre 2000 die 2,5 ha Gesamtfläche aufweisenden Dächer des Klosters neu gedeckt. Die Klostergebäude wurden in einem aufwändigen Verfahren mit hunderten, in den Wänden eingelassenen Verankerungen gesichert und die Statik entlastet. Als eine der bedeutendsten Barockanlagen Europas und wegen ihrer großen Bedeutung für die polnische Geschichte hat die Abtei auch den Status eines denkmalgeschützten Gebäudes der Klasse 0, was die höchste Kategorie für polnische Baudenkmäler darstellt. 1990 wurde auf Beschluss des Europarats ein Kulturweg der Zisterzienser errichtet, an den neben anderen Zisterzen Europas auch das Kloster Leubus angeschlossen ist. Die Fundacja Lubiąż möchte das Kloster in Zukunft einer neuen Nutzung zuführen, braucht dafür aber Investoren. So besuchte Michael Jackson nach seinem Konzert in Polen 1997 das Kloster. Er war auf der Suche nach einem großen und abgelegenen Schloss, und nach anfänglichem Interesse ließ er schließlich doch von dem Vorhaben ab, das Kloster zu kaufen.

## Heutige und geplante Nutzung

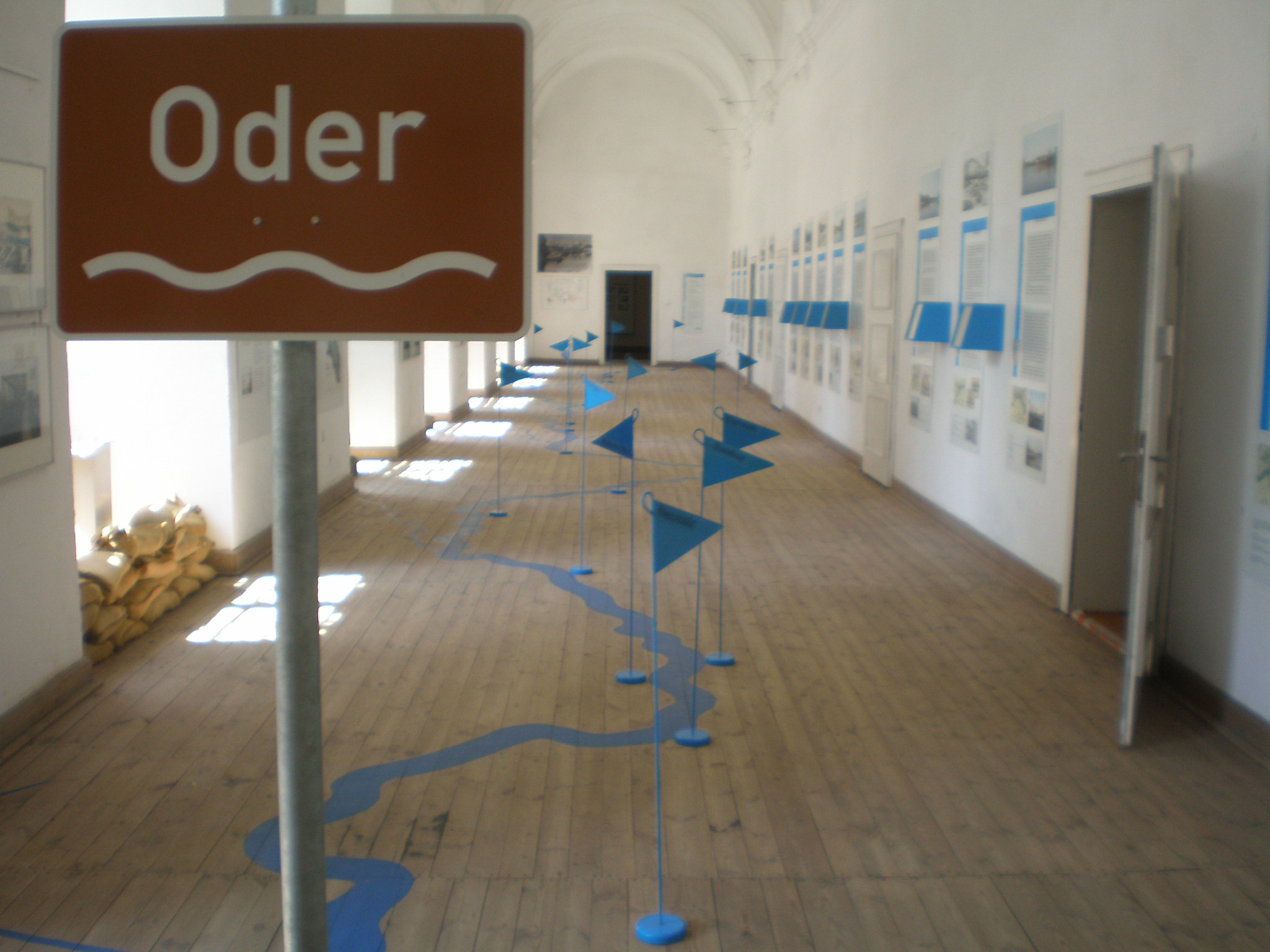
Ausstellung in einem Klostergang

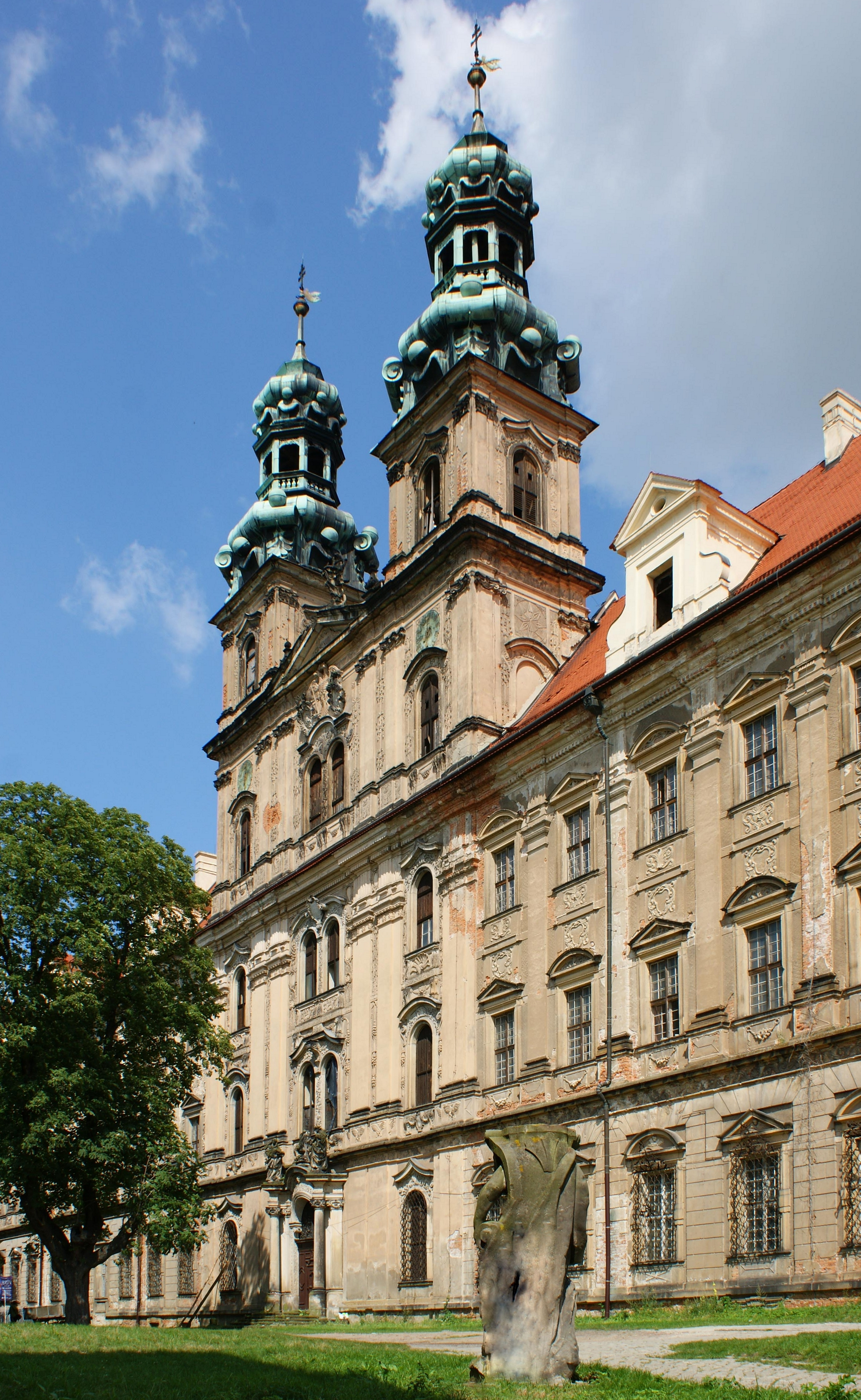
Doppelturmfassade der Klosterkirche

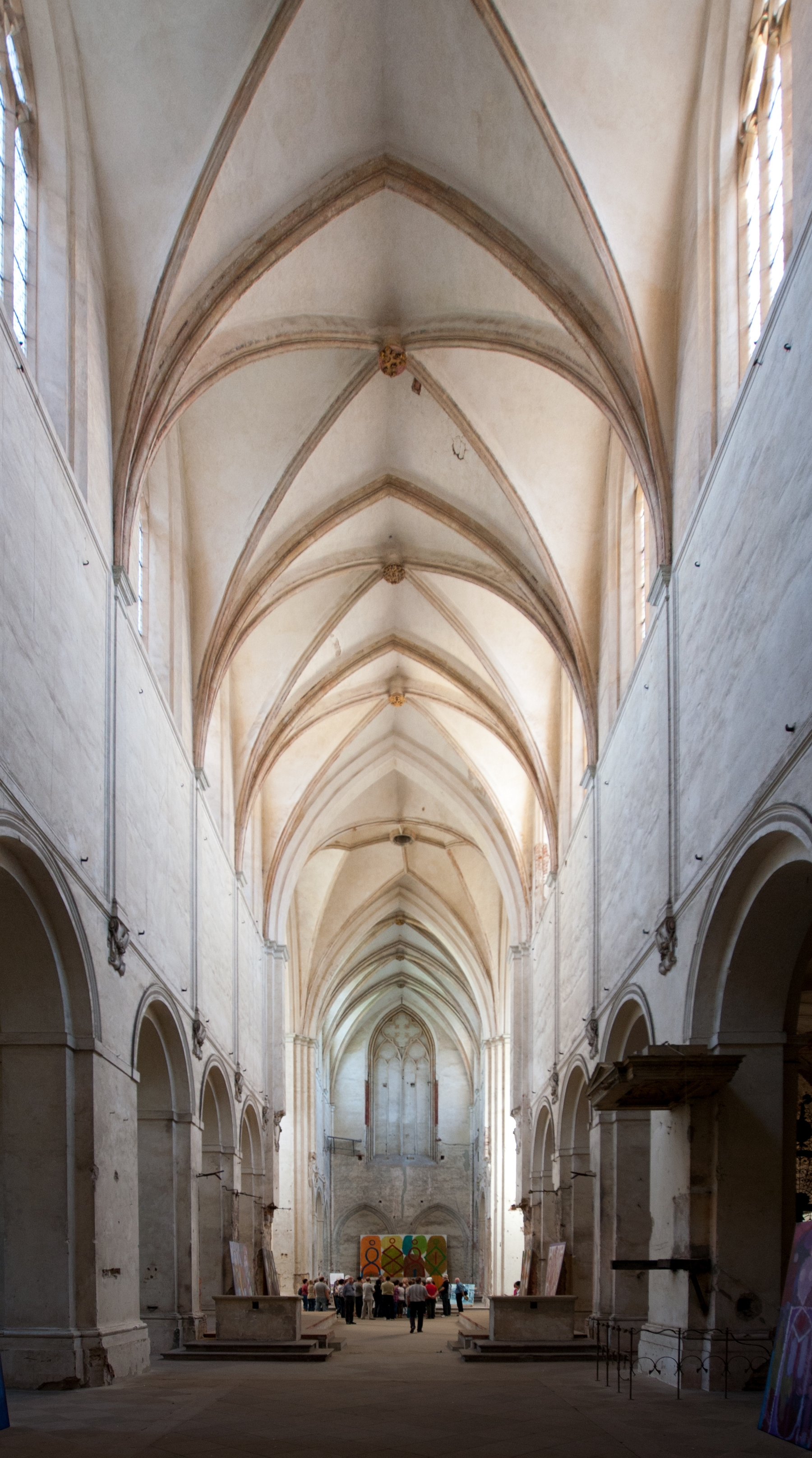
Das leer geräumte Innere der Klosterkirche in Richtung Osten

Zurzeit werden nur die wenigsten Räumlichkeiten genutzt. Die wichtigsten erhaltenen Säle sind für Besichtigungen mit Gruppenführungen geöffnet. Im Sommerrefektorium und im nördlichen Teil der Prälatur finden jährlich wechselnde Ausstellungen zu schlesischen Themen statt und dazu vom Verein Haus Schlesien organisiert. Der Fürstensaal wurde schon zu seiner Entstehungszeit als Festsaal genutzt und bietet heute einen würdevollen Rahmen, auch für Konzerte.
Über die Nutzung der Abtei bestehen seit zwei Jahrzehnten verschiedene Vorstellungen. Für die weiteren Renovierungsarbeiten wird seither nach einem Investor gesucht, der zumindest Teile des 23.000 m² großen Klostergebäudes übernehmen könnte. Es wurde eine (nicht unumstrittene) Machbarkeitsstudie vorgelegt, wonach in der ehemaligen Prälatur ein Konferenz- und Schulungszentrum eingerichtet werden sollte. Die großen Säle hätten Seminare und sonstige Versammlungen ermöglichen sollen. Der Konventsbau würde dann in ein luxuriöses Hotel umgewandelt werden und es bestehen Pläne, den Innenhof mit einem Glasdach zu versehen. Es wurde weiterhin vorgesehen, die ehemalige Klosterkirche für Ausstellungen, Galerien, Konzerte und andere Kulturveranstaltungen zu nutzen. In der ehemaligen Bäckerei und Brauerei würde ein Hotel des mittleren Preissegments mit Gaststätte entstehen, das vor allem auf Touristen und Jugendliche ausgerichtet sei. Die übrigen Wirtschaftsgebäude des Geländes sollten wiederhergestellt und durch neue, angepasste Bauten ergänzt werden. Die gegenüber der Klosterkirche befindliche Jakobskirche wurde als religiöses-ökumenisches Zentrum offeriert. Der große Klosterpark, der in der Nachkriegszeit verwilderte, sollte anhand zeitgenössischer Abbildungen wieder als Barockgarten angelegt werden. Außerhalb der Klostermauern könnte ein Sportgelände entstehen. Eine große Diskrepanz kennzeichnet das bauliche Erscheinungsbild. Die einzige restaurierte Fassade des Torhauses und die neuen Dacheindeckungen stehen für die Bemühungen der Trägerstiftung, die mit der Gesamtanlage seit langem überfordert ist.

## Baugeschichte und Ausstattung
Die Baugeschichte, das heutige Aussehen und die Ausstattungsstücke aller Gebäude betreffen die Klosterkirche, die Klosterflügel mit ihren wichtigsten Sälen, die übrigen Wirtschaftsgebäude sowie die Jakobskirche.

### Klosterkirche Mariä Himmelfahrt

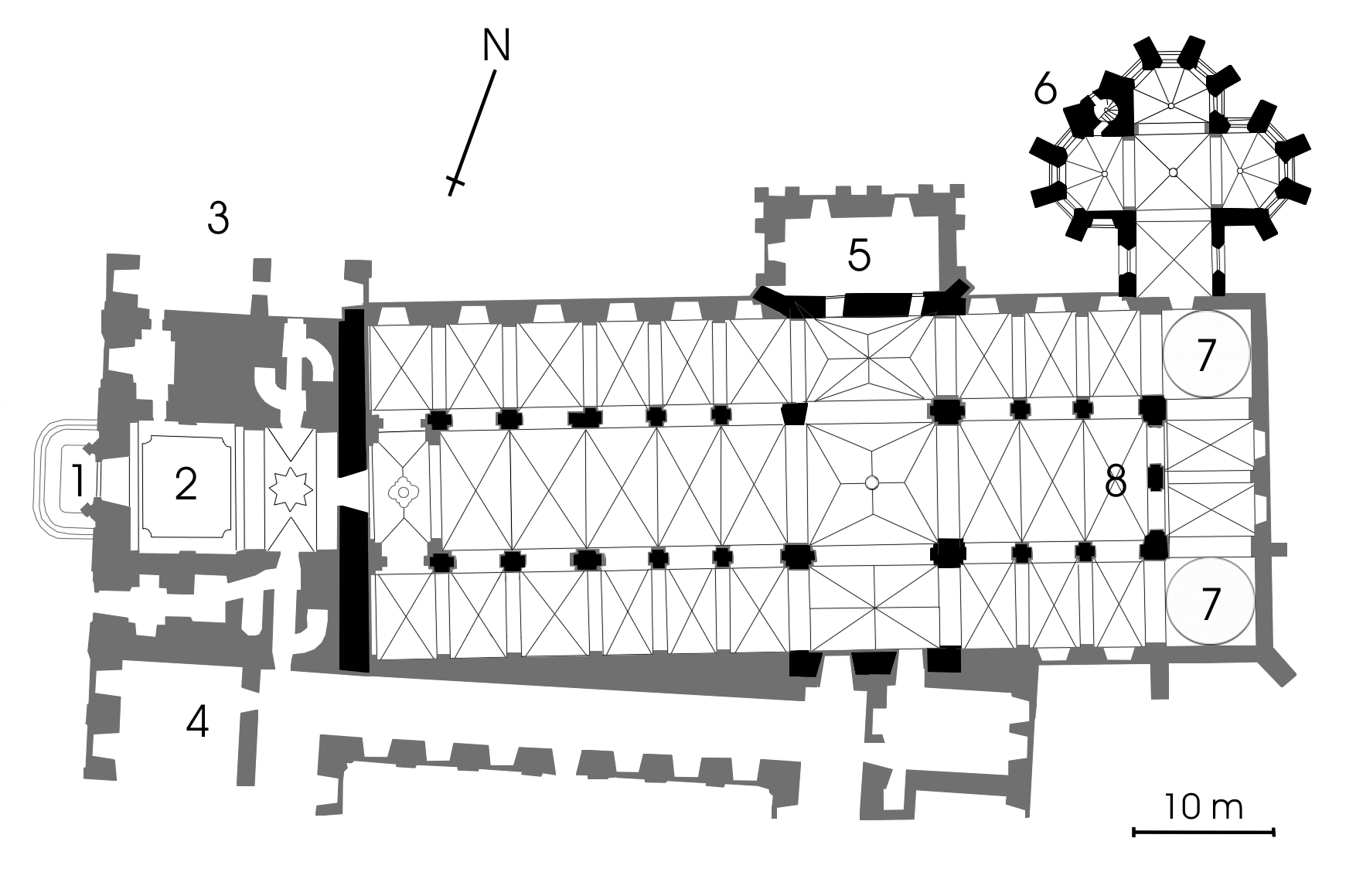
Grundriss der Klosterkirche. 1 Hauptportal; 2 Vorhalle; 3 Prälatur; 4 Konventsgebäude; 5 Loretokapelle, 6 Fürstenkapelle; 7 Chorumgangskapellen; 8 ehem. Hochaltar

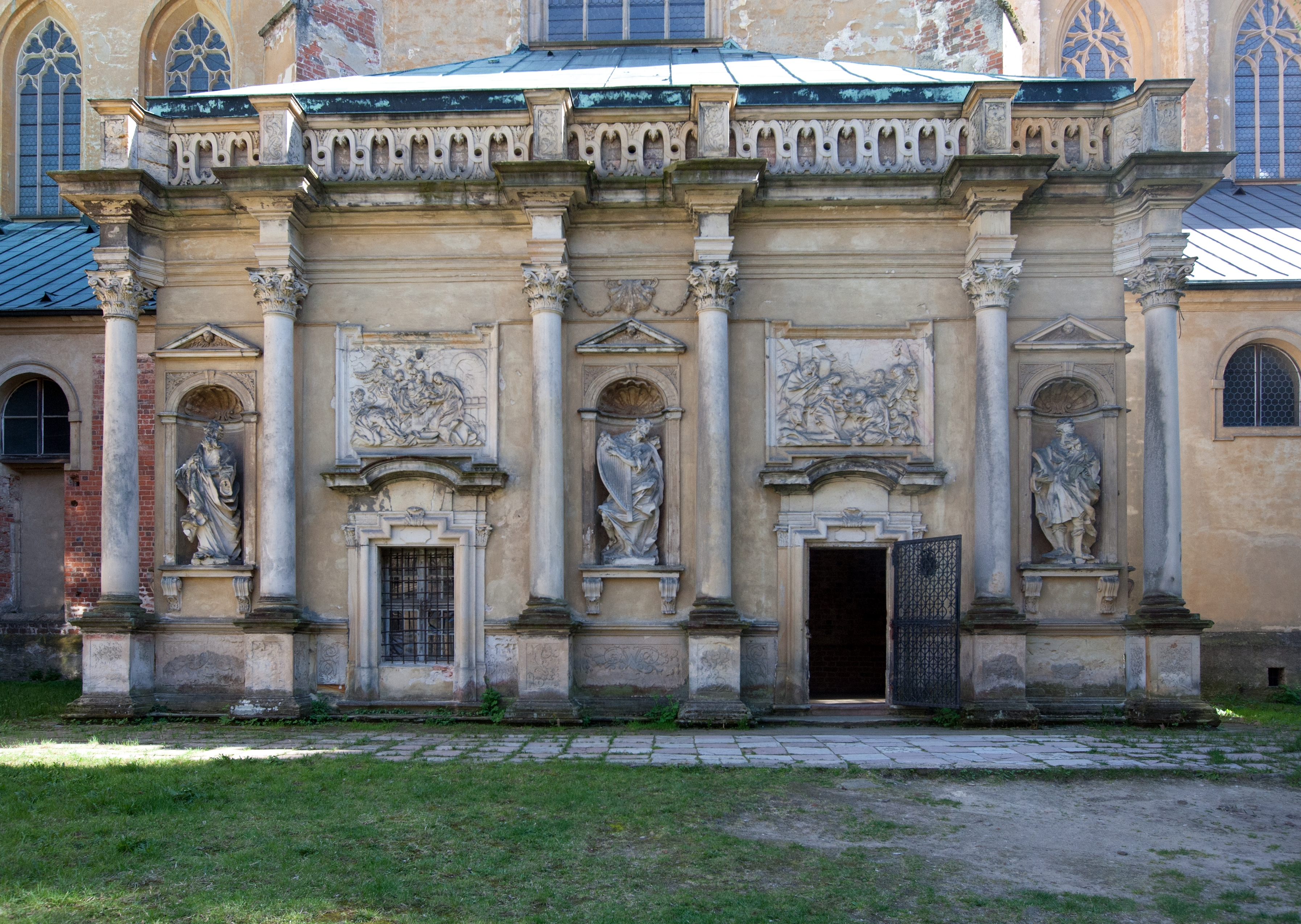
Die Loretokapelle von Norden

Bereits vor dem Eintreffen des Zisterzienserkonvents aus Pforta wurde ein hölzerner Kirchenbau errichtet. Mit wachsender Bedeutung des Klosters wurde auch ein neuer Kirchenbau nötig, der um das Jahr 1200 ausgeführt wurde. Die romanische Kirche stellte eine schlichte, dreischiffige Basilika mit geradem Chorabschluss dar. Dies entsprach den Ordensregeln der Zisterzienser. Jedoch soll die Kirche einen – für Zisterzienser unüblichen – Frontturm besessen haben. Der Kirchenbau wurde als erstes Bauwerk in Polen aus Backsteinziegeln ausgeführt und darüber hinaus eingewölbt.
Spätere Umbauten ließen vom romanischen Korpus kaum etwas übrig. Ein bedeutendes Relikt dieser Kirche ist die Piscina im Chor. Das Wasserbecken verfügte über einen langen, hohlen Säulenschaft, so dass das Wasser abfließen konnte. Vor allem der kapitellartige Aufbau war bedeutend, da er eine eingemeißelte und symmetrische Darstellung zweier Vögel zeigte, die von Weinreben essen.
Ihre heutige Form erhielt die Klosterkirche gegen Ende des 13. Jahrhunderts. Das alte romanische Gotteshaus wurde abgerissen und die Fundamente teilweise für den größeren Nachfolgebau genutzt. Als Baumaterial wählte man wieder Backsteinziegel und für architektonische Details Naturstein. Das Gebäude wich von der West-Ost-Achse gen Norden ab. Der dreischiffige Grundriss mit geradem Chorabschluss wurde beibehalten und durch einen rechteckigen Chorumgang ergänzt. In ihrem Grundriss entsprach die gotische Anlage einem Kreuz, auch wenn die Querhausarme nicht über die Außenwände der Seitenschiffe hinausreichten. Die Länge des Kirchenbaus wurde auf etwa 65 m und die Breite auf rund 28 m angelegt. Der Chor erstreckt sich über drei Joche, mit der Vierung beginnt das Langhaus mit weiteren fünf Jochen. Betrachtet man die Fläche der Klosterkirche, so ergeben sich 1703 m², der Kubus hat ein Fassungsvermögen von 44.000 m³.
Die gesamte Kirche wurde mit Kreuzrippengewölben eingewölbt, die durch Schlusssteine mit Pflanzenmustern abgeschlossen wurden. Nur im Querhaus entstanden Sterngewölbe und es konnte sich ein Schlussstein mit einer Darstellung des Lamms Gottes erhalten. Das Querhaus und der Chor wurden 1330 fertiggestellt und daraufhin von Bischof Nanker geweiht. Die Gewölbe und das westliche Langhaus wurden im dritten Viertel des 14. Jahrhunderts vollendet. Die Fenster, aber vor allem die Bögen enthielten überhöhte Spitzbögen, die auf vierteiligen Bündelpfeilern ruhten.
Die Hussiten brandschatzten die Kirche 1432. Die Beschädigungen wurden 1508 behoben, als das Innere wiederhergestellt wurde. An neuer Ausstattung hatte Abt Andreas Hoffmann bereits 1502 ein Chorgestühl, 1504 ein Sakramentshaus, das vom Breslauer Leonhard Gogel aus Sandstein gefertigt wurde, und 1505 eine neue Orgel gestiftet.
Im 17. Jahrhundert wurde die Kirche mehrfach umgestaltet, wobei sie ihren gotischen Aufbau jedoch beibehielt. Dem Zeitgeschmack der Renaissance entsprechend ließ Abt Matthias Rudolf am Anfang des Jahrhunderts das Kircheninnere neu ausmalen, der Chor erhielt mit einem Hochaltar, einer Kanzel und einem Chorgestühl eine neue Ausstattung. Nach der Plünderung durch die Schweden 1638 musste das Gotteshaus erneut instand gesetzt werden. Abt Freiberger ließ die Kirche renovieren und für 1000 Taler eine neue Orgel anschaffen. Auch wenn das alte Chorgestühl den Krieg überstanden hatte, so wurde es 1656 abgebaut und der Chor durch eine Chorschranke aus rosa Marmor von dem Chorumgang und dem Langhaus abgegrenzt. Ebenfalls Barock waren die gleichzeitig bei Michael Willmann in Auftrag gegebenen sieben Gemälde von Apostelmartyrien. Sie maßen 3 × 4 m und wurden im Chor aufgehängt.
Es folgte eine umfassende Barockisierung des Kircheninnern. 1672 bis 1682 wurden die Seitenschiffe verbreitert, wobei sie wie das südliche Querhaus Tonnengewölbe erhielten. Die gotischen Bögen und die Pfeiler des Mittelschiffs unterlagen einer grundlegenden Umgestaltung, bei der ihnen profilierte Rundbögen vorgeblendet und auf Konsolen ruhende Pilaster unter dem Gewölbe angebracht wurden. An den Nord- bzw. Südecken des Chorumgangs wurden „offene“ Kapellen angelegt, mit Kuppeln überdeckt und mit Altären des Heiligen Benedikt bzw. des Heiligen Bernhard versehen. Die Kuppeln wurden 1691/92 mit Stuckarbeiten und Fresken verziert. Im Chorumgang fanden außerdem das Denkmal für acht in der Kirche bestattete Breslauer Bischöfe sowie ein wertvolles Chorgitter von 1701 ihren Platz. 1781 wurde ein neuer Hochaltar aufgestellt, für den Michael Willmann die Bildwerke und Matthias Steinl Bildhauerarbeiten anfertigte. Insgesamt hatte Michael Willmann für die Kirche 14 Meisterwerke der Barockmalerei geschaffen. Am Anfang des 18. Jahrhunderts erhielt die Kirche mit der neuen Hauptfassade eine prunkvolle Schaufront. Die neuen Zwillingstürme wurden mit Barockhauben bekrönt und der neu entstandene Zwischenraum wurde zur Vorhalle. Von dort führte ein Barockportal in die Kirche. Nördlich des Querhauses wurde darüber hinaus eine Loretokapelle errichtet, die zu dieser Zeit in Europa sehr beliebt und verbreitet waren. Eine Renovierung fand von 1934 bis 1937 statt, bei der vor allem die gotischen Maßwerkfenster erneuert wurden.
Von der Ausstattung der Klosterkirche blieb außer einigen Bilderrahmen, den Chorschranken, dem schmiedeeisernen Chorgitter und den Polychromien der Kapellen, die erneuert wurden, nichts erhalten. Heute präsentiert sich die Kirche fast in ihrem ursprünglichen gotischen Aussehen, da sämtliche barocke Ausschmückungen ausgelagert oder wie die meisten Altäre verbrannt wurden. Von der Orgel und der Kanzel blieben noch einige wenige Überreste übrig. Mittlerweile wurden die Fenster und das Dach instand gesetzt und ein neuer Fußboden verlegt.

#### Engelsgestühl
Eines der bedeutendsten Werke schlesischen Barocks stellte das als „Engelsgestühl“ bezeichnete Chorgestühl dar. Geschaffen wurde es um 1700 von Matthias Steinl, der schon den Hochaltar geschnitzt hatte. Üppiger Laubschmuck, der von etwa 50 Putten durchsetzt war, verzierte das Gestühl, das noch von zehn musizierenden Engeln überragt wurde. Bereits vor Kriegsende wurde das Werk zerlegt und zum Teil ausgelagert. Der in Leubus verbliebene Teil wurde verbrannt. Heute werden seine Überreste vor allem im Herzogsschloss in Brzeg ausgestellt.

#### Fürstenkapelle

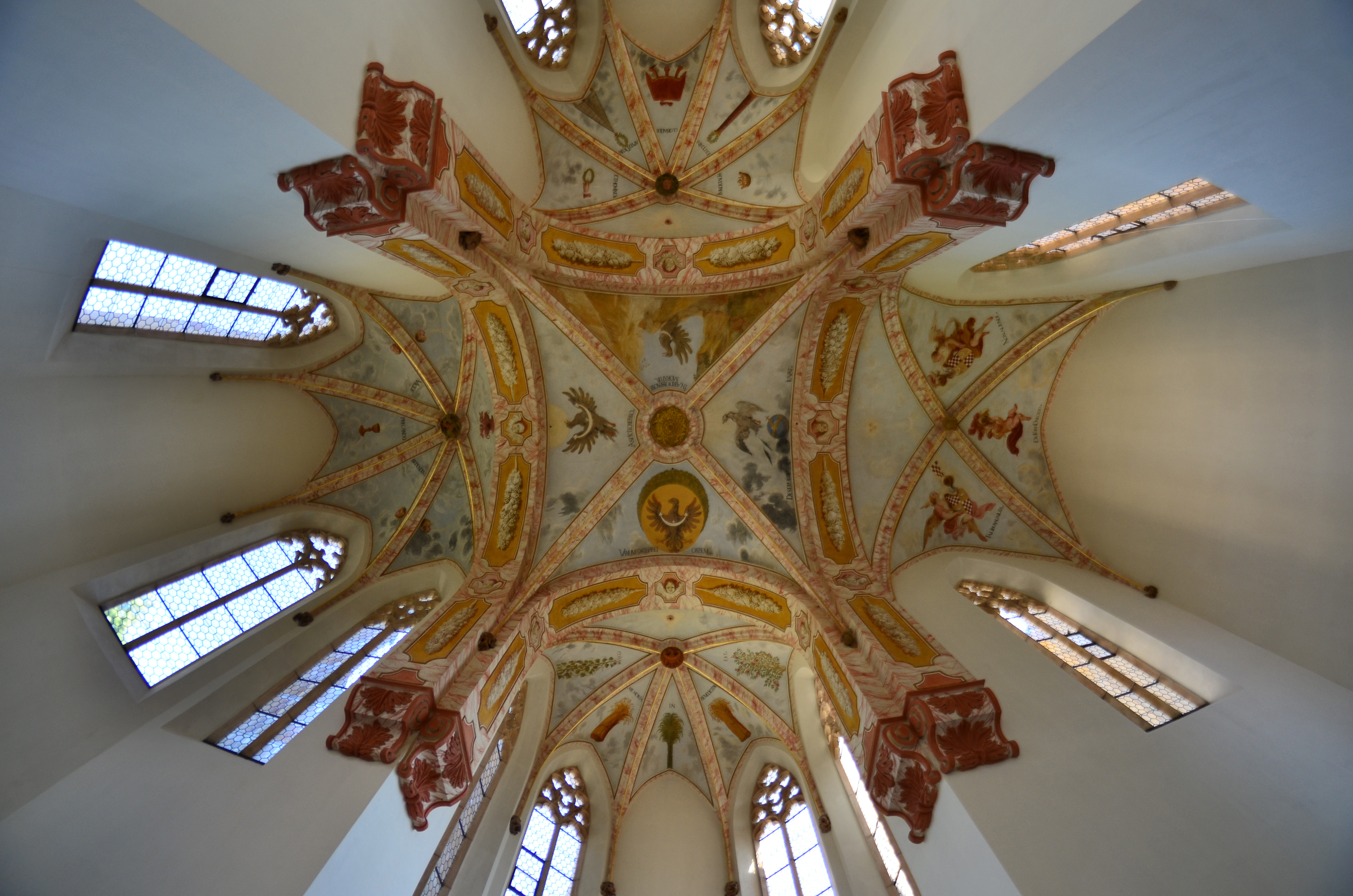
Inneres der Fürstenkapelle

An der Nordostecke des Chorumgangs schließt sich die 1311–1329 erbaute Fürstenkapelle an. Sie wurde auf einem kreuz- bzw. kleeblattförmigen Grundriss errichtet und mit Stützpfeilern umgeben. Sie erhielt auf drei Seiten 5/8-Chorschlüsse, wobei vermutet wird, dass Baumeister vom Mittelrhein diese einzige schlesische Dreikonchenanlage errichteten. Das Kreuzrippengewölbe erhielt Schlusssteine mit figuralem plastischem Schmuck. Ab 1670 wurde die Kapelle in zehnjähriger Bauzeit umgestaltet und das Dach mit einem barocken Dachreiter bekrönt. Am bedeutendsten waren jedoch die neuen allegorischen Polychromien am Gewölbe, die die Geschichte und die Taten der schlesischen Piasten darstellen. Außerdem wurden geschwungene Konsolen angebracht, die das Gewölbe tragen.
Von der alten Ausstattung, darunter ein Altarbild Michael Willmanns von 1681, blieb nichts erhalten. Zum Teil wurde sie ausgelagert, zum Teil zerstört. Vom alten Hauptaltar der Kapelle blieben nur der Altartisch und ein Fresko erhalten, das wohl als Monstranz-Hintergrund diente. Darüber hinaus verblieb eine zertrümmerte Figur auf dem Boden vor dem Altar und lässt das Aussehen der übrigen Bildhauerwerke erahnen. Einzig die Fresken blieben unbeschädigt und wurden renoviert. Die wertvolle Grabtumba Boleslaus III. († 1352), die zentral in der Kapelle aufgestellt war, ist im Breslauer Nationalmuseum zu besichtigen.

## Klostergebäude

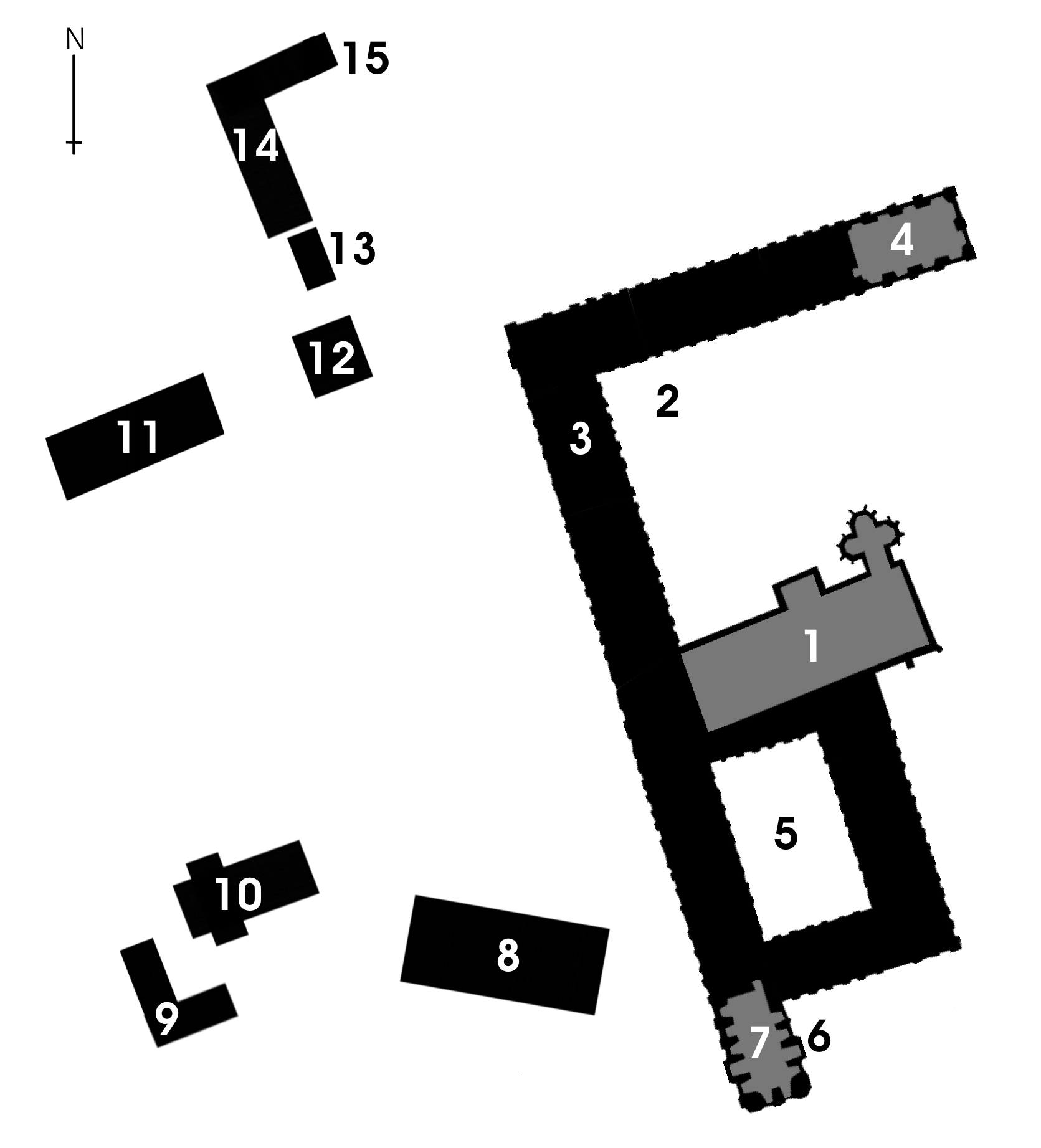
Lageplan des Klostergeländes:1 Klosterkirche; 2 Prälatur; 3 Sommerrefektorium; 4 Fürstensaal; 5 Konventsgebäude; 6 Klosterrefektorium; 7 Bibliothek; 8 Brau- und Backhaus; 9 Handwerkergebäude; 10 Jakobskirche; 11 Haus der Klosteroffiziale; 12 Klosterkanzlei; 13 Klosterscheune; 14 Klosterspital; 15 Torhaus

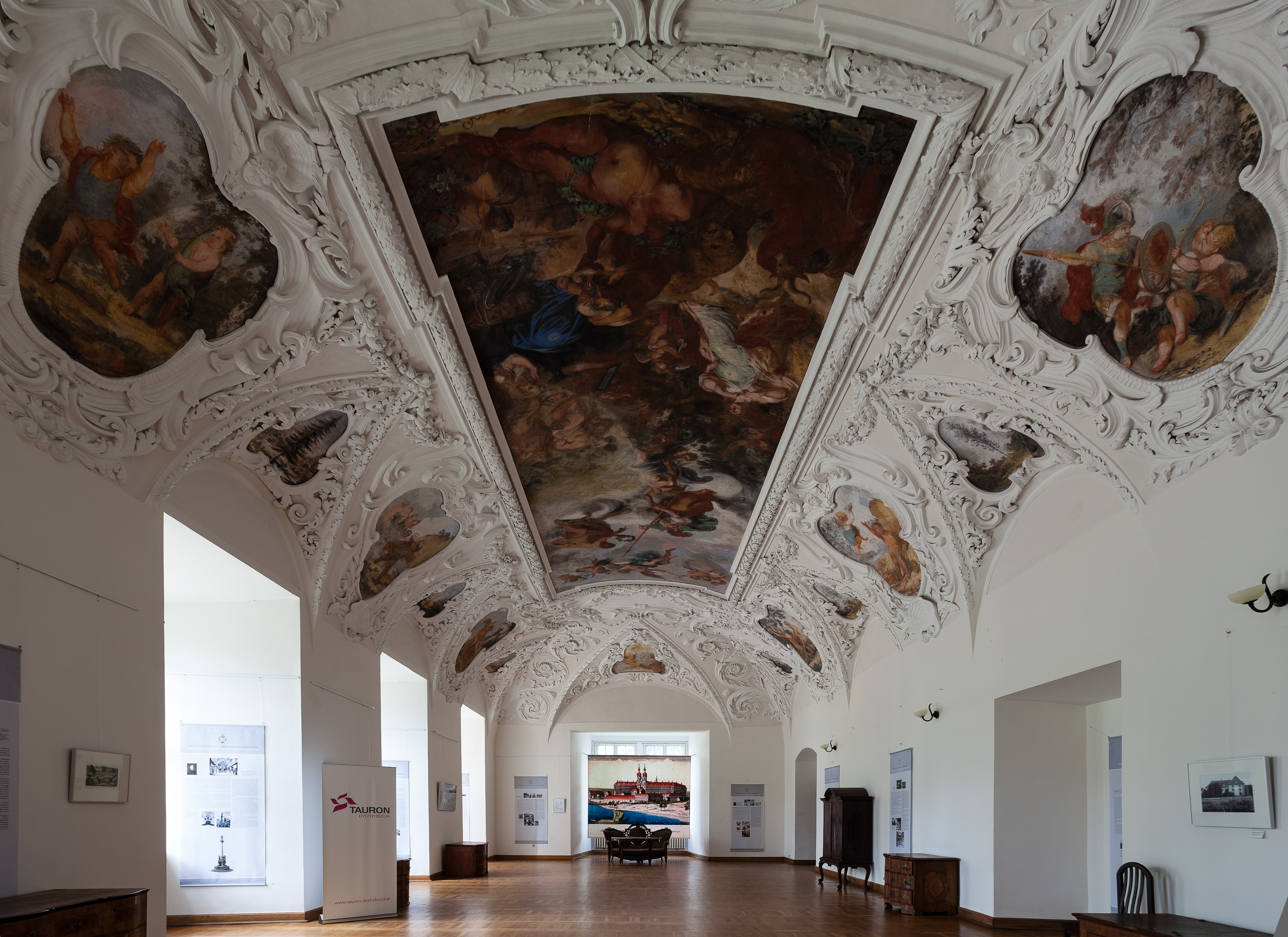
Das Sommerrefektorium

Die Hauptbebauung der Abtei Leubus ist zweigeteilt. Nördlich der Klosterkirche schließt sich die von 1681 bis 1699 errichtete Prälatur an. Sie besteht aus einem Nord- und einem 118 m langen Ostflügel, die zu einem L verbunden sind und eine Fläche von 6.350 m² und ein Volumen von 87.800 m³ einnehmen.
Südlich der Kirche beginnt das Konventsgebäude, das um einen viereckigen Innenhof angelegt ist. Das 1692 bis 1710 geschaffene Konventsgebäude hat auf jedem seiner drei Stockwerke 30 Räume und eine Gesamtfläche von 6.402 m² bzw. ein Volumen von 190.000 m³. Die Räumlichkeiten des Konvents erlebten in der Nachkriegszeit die größten Beschädigungen und Zweckentfremdungen, und die vielen kleineren Zimmer verlangen noch nach einer Restaurierung. Ein Kuriosum des Treppenhauses ist ein von Soldaten der Roten Armee aufgemalter Fries, der Abbildungen von Hammer und Sichel sowie kommunistische Sterne zeigt.
Die beiden durch Pilaster gegliederten Flügel bilden mit der Doppelturmfront der Klosterkirche die 223 m lange Hauptfassade, die noch länger als die des Escorials ist. Mittlerweile sind beide Flügel gesichert und die wichtigsten der über 300 Räume restauriert worden.

### Sommerrefektorium
Im nördlichen Flügel der Prälatur ist das Sommerrefektorium eingerichtet. Für das Refektorium ließ Abt Johann Reich Michael Willmann von 1690 bis 1691 das Gewölbe mit Fresken versehen. Willmann schuf hier bei seiner ersten Arbeit dieser Art eine mythologische Apotheose eines tugendhaften Helden. Im unteren Bildteil haust der Gott des Weines Dionysos samt Gefolge, der Tugendhafte wird von Athene aus der lasterhaften Welt zu Herakles geführt, der für ihn einen Lorbeerkranz bereithält. Das rechteckige Hauptgemälde wird von 14 kleineren Medaillons umgeben, die die Thematik weiterführen und in weißen Stuck eingebettet sind. Hierin unterscheidet sich das Aussehen des Sommerrefektoriums von den übrigen Räumlichkeiten. Im Saal sind einige antiquarische Möbel aufgestellt, und es finden auch verschiedene Kunstausstellungen statt, die vom Museum für schlesische Landeskunde betreut werden.

### Fürstensaal

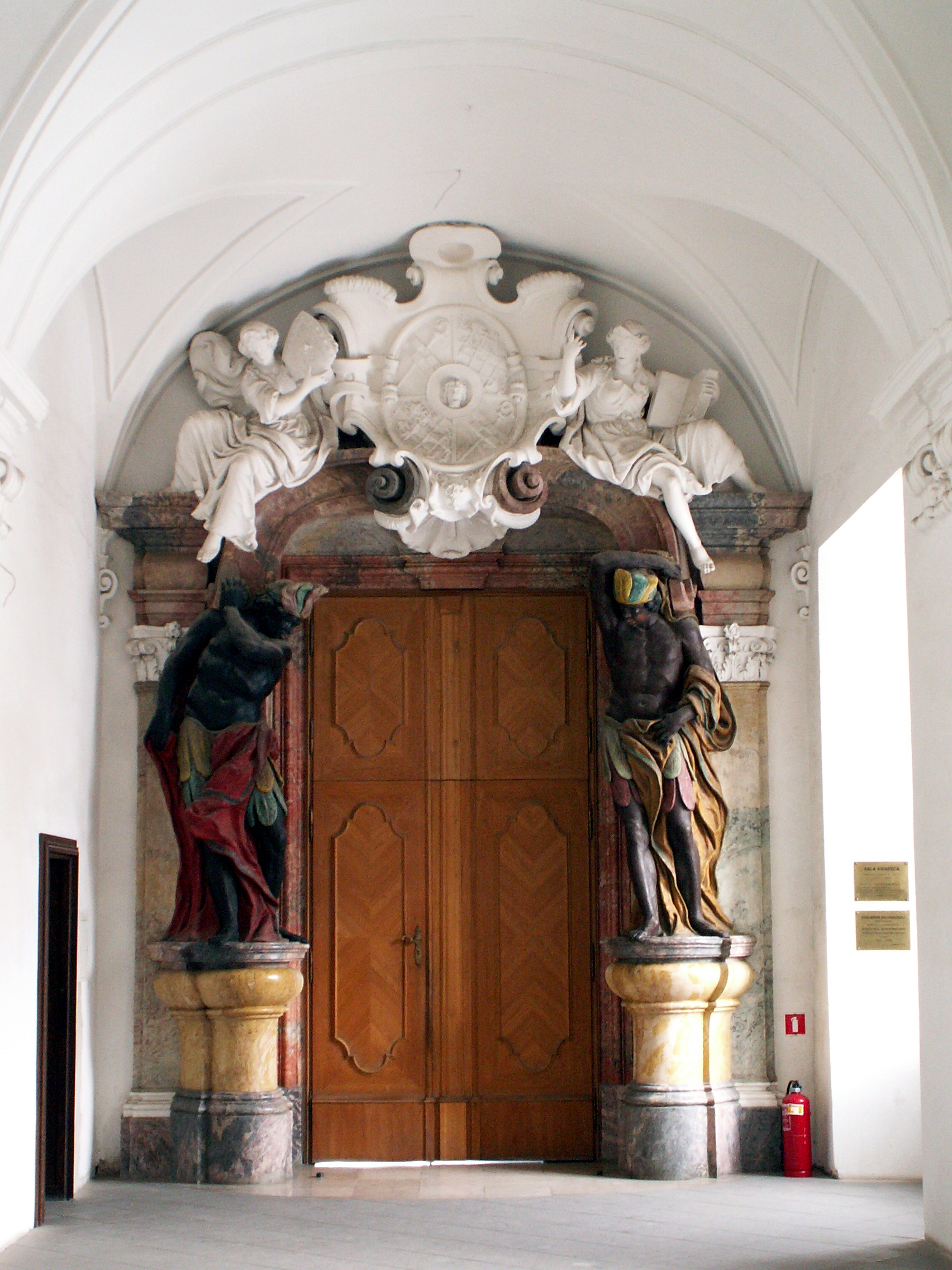
Portal des Fürstensaals

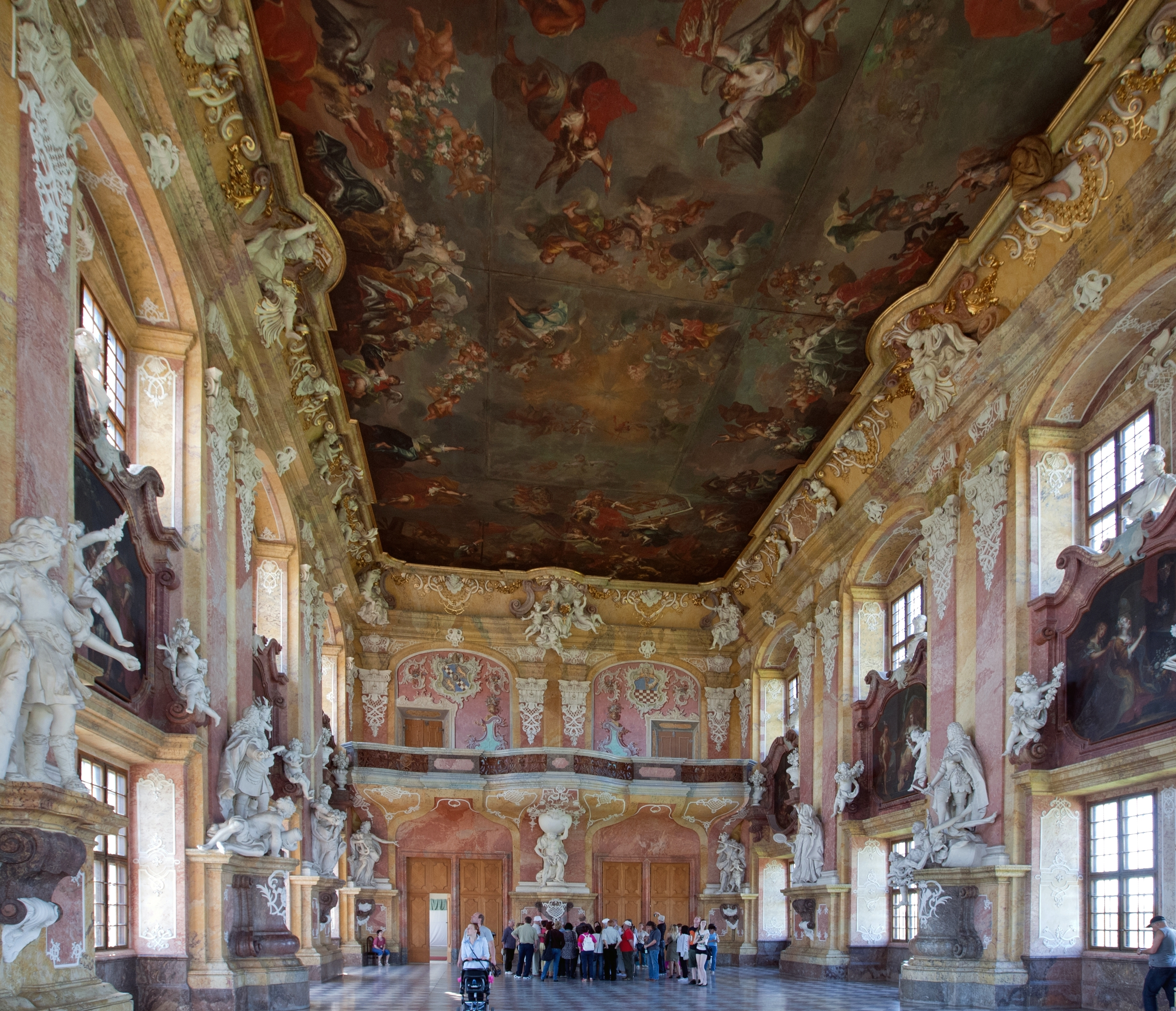
Die Westseite des Fürstensaals mit Empore

Der Fürstensaal ist mit 28,5 Metern Länge, 14,8 Meter Breite und einer Höhe von 13,9 Metern auch der größte Raum des Klosters Leubus und auch der bedeutendste – für Georg Dehio der prächtigste Festsaal, den Schlesien besitzt. Er wurde bereits 1990–1995 restauriert und für den Besucherverkehr freigeben. Der Fürstensaal bildet den östlichen Abschluss der Prälatur, deren langer Korridor auf das bewegte barocke Portal zuläuft, das die gesamte Stirnwand einnimmt. Dabei wird der Eintritt in den Fürstensaal von zwei überlebensgroßen Atlanten, einem Indianer und einem Mohr, flankiert. Den oberen Abschluss der polychromen Portaleinfassung bildet, aus weißem Stuck, das Abteiwappen mit zwei Schildhaltern.
Auch wenn der Fürstensaal zwei Stockwerke einnimmt, wurde die Fensteranordnung beibehalten, so dass die Raumaufteilung von außen nicht zu erahnen ist. An der Westseite des Saales befindet sich eine Empore. Der Raum wird durch Doppelfensterachsen gegliedert, die Wandpfeiler dazwischen wiederum von Doppelpilastern mit Kompositkapitellen. Auf der Längsseite erstreckt sich der Raum über vier und auf der Breitseite über zwei Fensterachsen. Zwischen den beiden Fensterreihen sind zehn volutengeschmückte Gemälde von Christian Philipp Bentum eingelassen, die Szenen aus dem Leben der Kaiserin Elisabeth Christine zeigen. Darüber sind jeweils Büsten Habsburger Herrscher aufgestellt. Der repräsentative Festsaal entstand in der letzten Bauphase des Klosters von 1734 bis 1738 und stellt einen der prachtvollsten des europäischen Barocks dar.
Die helle Feierlichkeit wird durch die großen Fenster- und hellen Stuckmarmorflächen erreicht, die einen Kontrast zu den eher dunklen Bildwerken bilden. Der Stuckmarmor einiger Wandflächen und der Pilaster ist rosafarbig, die Pilasterzwischenflächen und das raumgreifende Gesims, das den Plafond eingrenzt sind ockerfarben.
Die verschiedenen plastischen Elemente, wie Statuen und Skulpturen wurden aus Stuckmarmor geschaffen, der über ein Ziegelgerüst gegossen wurde. Diese Kunstwerke wurden vom Bildhauer Franz Joseph Mangoldt gefertigt. Als Stuckateur war hier Ignaz Albrecht Provisore tätig. Zwischen den Fenstern finden sich zwölf solcher Statuen auf zylindrischen Sockeln, darunter drei Kaiserdarstellungen, ihnen zugeordnet sechs Allegorien von Tugenden sowie drei Bildwerke aus dem Bereich der griechischen Mythologie.
Die Kaiser treten in Feldherrenmontur als Triumphatoren über die Feinde der Habsburger und des Katholizismus, also Gestalten aus den Türkenkriegen oder Teufeln und Dämonen, in Erscheinung und werden von allegorischen Figuren flankiert. Auf der Südseite befindet sich die Statue Kaiser Josephs I., der von Skulpturen der Tapferkeit (Virtus Heroica) und der Freigebigkeit (Liberalitas) umgeben ist. An der Nordwand wird Leopold I. von Darstellungen der Gerechtigkeit (Iustitia) und der Klugheit (Prudentia) flankiert. Eine herausragende Stellung kommt dem damaligen Regenten Karl VI. zu, der die Stirnseite des Saales einnimmt. In den Raumecken begleiten ihn seine Devisen Stärke (Fortitudo) und Beständigkeit (Constantia).
Im Westen des Saales bildet eine Statue des Atlas den Mittelpunkt. Dieser trägt den Erdball auf seinen Schultern und stützt die darüber auskragende Empore. In der Ecke zu seiner Linken steht Apoll mit der Leier im rechten Arm. In der anderen Ecke hält vor dem Flöte spielenden Marsyas der kleine Pan mit beiden Händen die Syrinx an seinen Kopf.
Deutlich von den übrigen Elementen abhebend zeigt sich das Gesims. An den Ecken finden sich die Personifikationen der vier Erdteile: Ein Stier symbolisiert Europa, ein Elefant Asien, ein Kamel Afrika und schließlich ein Löwe Amerika.
Dominierendes Kunstwerk des Saales ist das Deckengemälde, das sich über 360 Quadratmeter erstreckt. Dabei handelt es sich um zehn Gemälde, die an der Deckenkonstruktion aus Holz befestigt sind und zusammen „eines der größten Decken-Ölgemälde der Kunstgeschichte“ ergeben. Sein Schöpfer Christian Philipp Bentum hat sich in der Südecke mit einem Selbstporträt und einer Signatur samt der Jahreszahl 1732 verewigt. Im Deckengemälde erreicht das ikonografische Programm des Fürstensaales seinen Höhepunkt mit Verherrlichungen der schlesischen Piasten, die das Kloster begründeten, der Habsburgermonarchie, der Leubus seine Blüte verdankte, sowie der Katholischen Kirche. Am Rand des westlichen Teils des Deckengemäldes ist die Niederlage der Schlacht von Liegnitz (1241) mit dem schlesischen Herzog Heinrich II. dargestellt. Darüber deutet Heinrichs Vorfahre Boleslaw I. im ahistorischen Feldherrengewand auf seine Gründung, das Klosterstift Leubus, dargestellt in perspektivischer Ansicht in seiner barocken Erscheinung. Zu seiner rechten steigen Putten mit dem Klosterwappen empor. Auf der gegenüberliegenden Seite findet sich Maria Theresia als Aurora vor erneuten Schlachtenszenen, die den „Sieg des katholischen Glaubens über die Dämonen, Laster und Häresien“ darstellen. Die Längsseiten zeigen im Norden die Szene der Vermählung Maria Theresias mit Franz Stephan von Lothringen, die von Personifikationen der Macht und Mäßigung sowie dem Sieg des Chronos über die Vanitas flankiert wird. Auf der gegenüberliegenden Seite finden sich die drei Parzen.
Die zwei Wandfelder der Emporenrückwand sind im Aufbau symmetrisch mit Rokokowandmalereien gestaltet. Umgeben von verspielten Rocaillen und Blumenmotiven ist jeweils ein Stiftswappen dargestellt. Der Tür des südlichen Wandfelds ist eine entsprechend illusionistisch gemalte entgegengesetzt.
Nach dem Zweiten Weltkrieg wurden die einzelnen Leinwandtafeln aus den Halterungen gerissen, worauf sie auf den Boden des Saales fielen. Später wurden sie auf Staffeleien gelagert, um dann erst Mitte der 90er Jahre bei der gründlichen Renovierung des Saales wieder angebracht zu werden.

### Klosterrefektorium

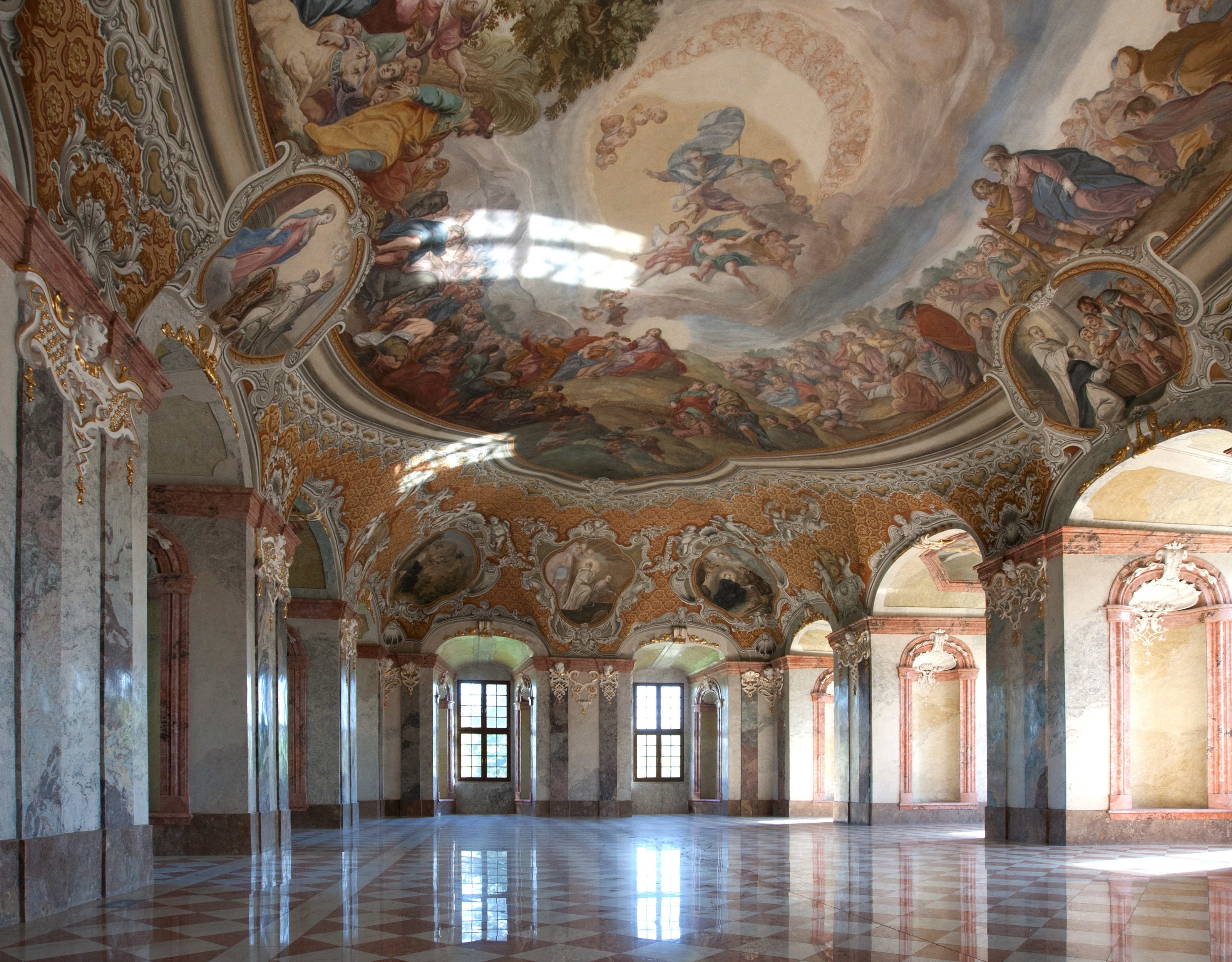
Das restaurierte Gewölbe im Klosterrefektorium

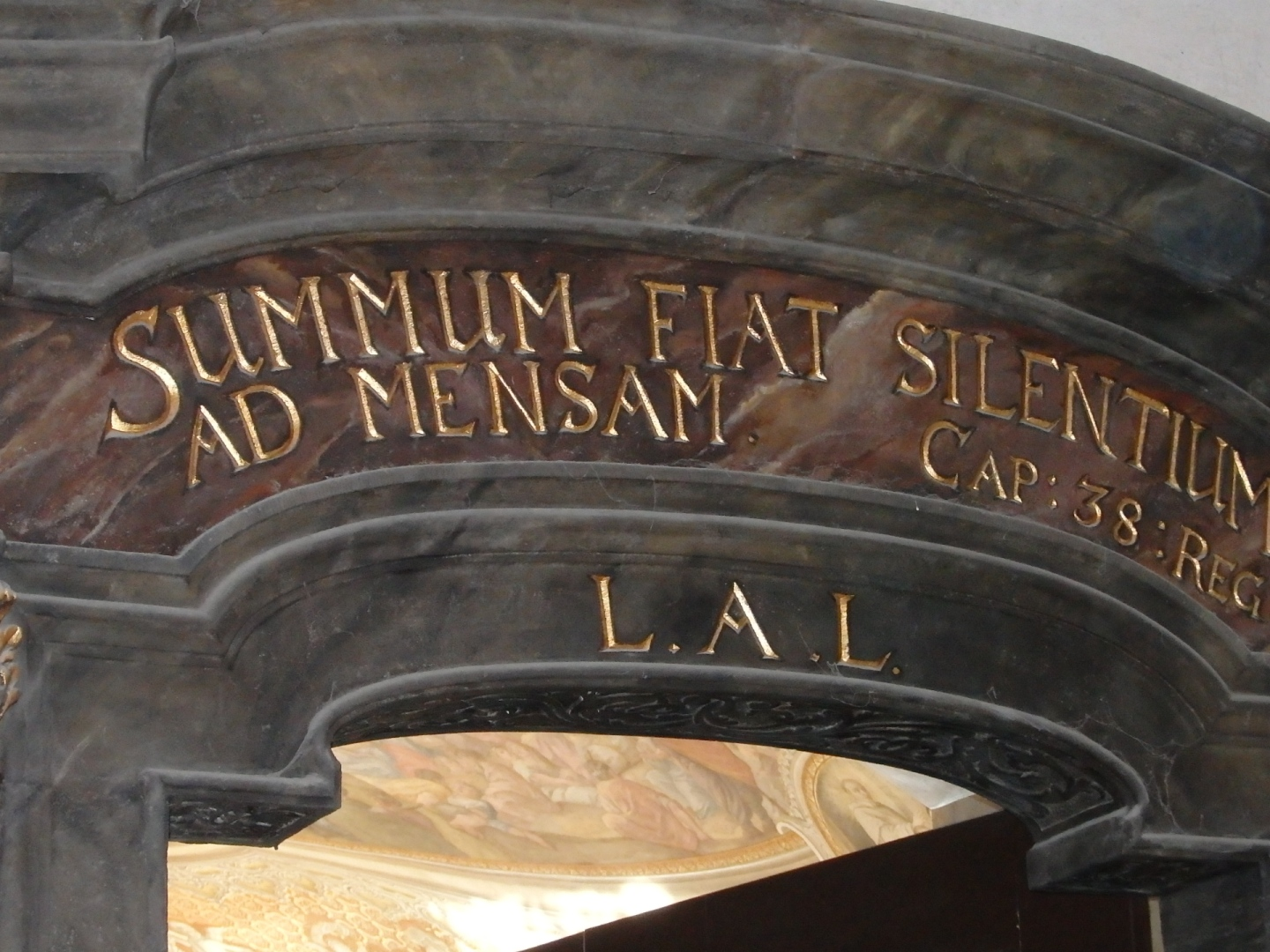
Schweigegebot beim Essen

Das Kloster Leubus besitzt ein zweites Refektorium, das im Erdgeschoss des südlichen Abschlusses des Konventbaus untergebracht ist, das Klosterrefektorium. Von der Lage ähnelt es dem Fürstensaal und verfügt über drei Fensterseiten mit vier bzw. zwei Doppelfensterachsen. Anders als der Fürstensaal besitzt das Refektorium eine gewölbte Decke. Die Deckenmalereien von 1733 stammen aus der Hand Felix Anton Schefflers und zeigen, passend zur damaligen Nutzung als Speisesaal, die biblische Szene der Speisung der 5.000. Das große Fresko wird von acht kleineren, ovalen Malereien umringt, die das Leben von Bernhard von Clairvaux und Benedikt von Nursia behandeln. In den Saal führt ein geschwungenes Portal aus schwarzem Marmor mit der Jahreszahl 1706 und einem Auszug aus der Ordensregel: SUMMUM FIAT SILENTIUM AD MENSAM. CAP: 38 REG:, der auf das Stillschweigen während des Essens hinweist. Die Fresken wurden vollständig renoviert und der Boden mittlerweile neu verlegt.

### Bibliothek
Über dem Refektorium des Konventgebäudes ist die Klosterbibliothek angesiedelt. Sie nimmt das zweite und dritte Stockwerk ein, was in einer Raumhöhe von 12 m resultiert. Somit ist sie nicht nur eine der schönsten, sondern auch die größte barocke Bibliothek Schlesiens. Wie das im Erdgeschoss befindliche Refektorium erlaubt die Lage der Bibliothek einen Lichteinfall von drei Seiten, durch die doppelten Fensterreihen. Im 3. Stock befindet sich eine Galerie mit Balustrade, wodurch die ganze Raumhöhe offen bleibt. Zwischen den Fenstern waren vor den Pfeilern Bücherregale aufgestellt, ansonsten fand sich noch ein über die ganze Südwand reichender Schrank im Saal. Die Ausmalung des Saales wurde, wie eine Jahreszahl links des Eingangs über der Galerie bezeugt, 1737 geschaffen, und zwar von Philipp Bentum, der unter anderem auch die Deckenmalereien des Fürstensaales für Leubus angefertigt hat. Es finden sich auch keine gemalten oder plastischen Stuck- und Verzierungselemente. Eine Inschrift auf dem Gemälde erwähnt auch Abt Constantin Beyer als Förderer der Künste.
Die Klosterbibliothek ist der letzte große Saal, dessen Restaurierung getätigt wird. Die Renovierung der großflächigen Barockmalereien ist abgeschlossen, die Ausstattungsstücke sind nicht erhalten.

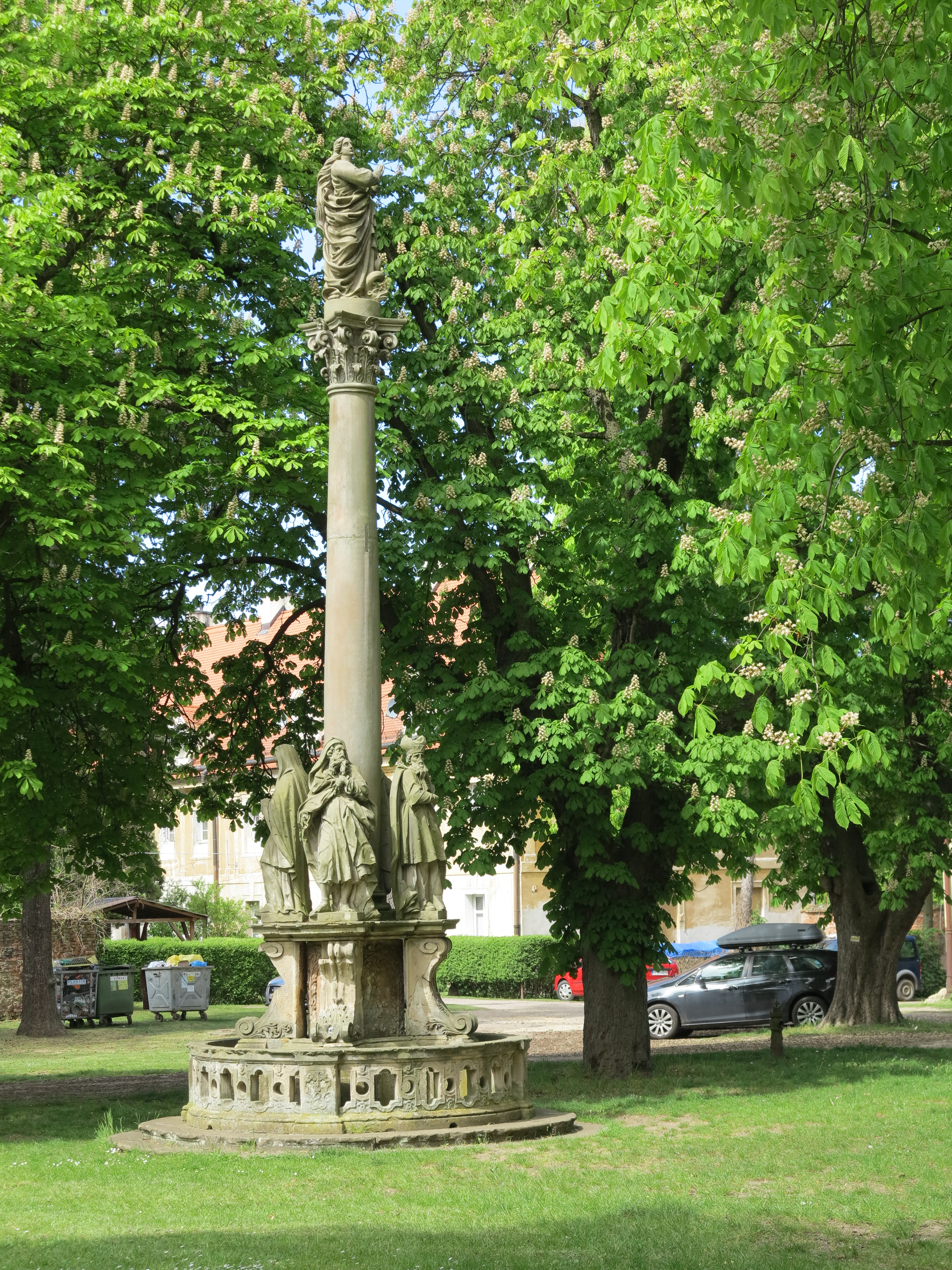
Barocke Säule mit Marienfigur als Krönung im Garten vor der Hauptfassade des Klosters

### Wirtschafts- und Verwaltungsgebäude

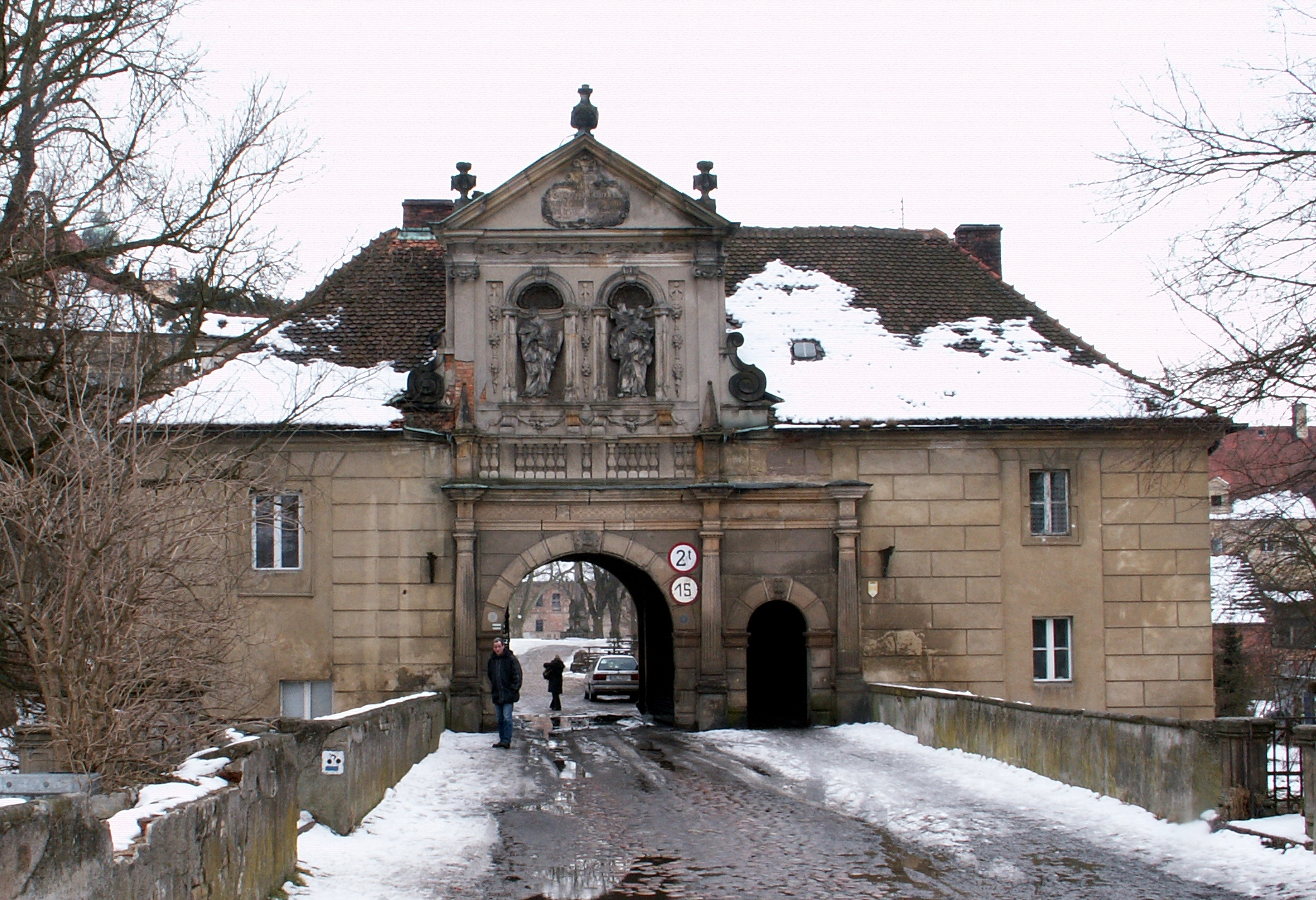
Torhaus vor der Restaurierung (2006)

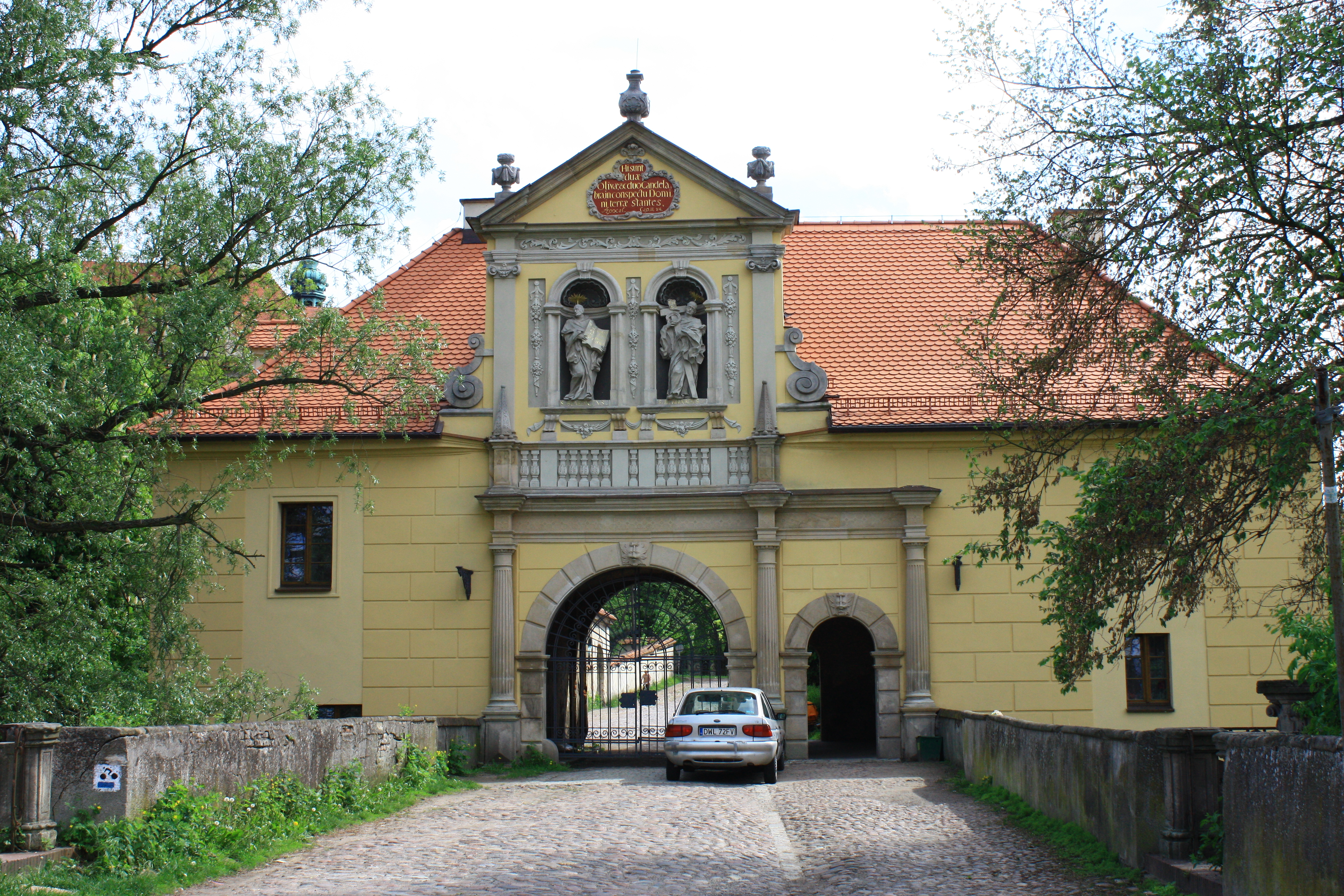
Torhaus nach der Restaurierung (2012)

Nördlichstes Gebäude der Klosteranlage ist das Torhaus, das über eine Brücke die Einfahrt von der Ortschaft Lubiąż bildet. Das Tor stammt noch aus der Zeit nach den Hussitenkriegen und wurde zu Verteidigungszwecken gebaut. Sein heutiges Aussehen erhielt es durch den Neubau von 1601, der im Stil der Spätrenaissance/des Frühbarocks ausgeführt wurde. Unter dem Dreiecksgiebel befinden sich in Nischen die Figuren des Heiligen Benedikt von Nursia und des Heiligen Bernhard von Clairvaux.
Südlich anschließend befindet sich das ehemalige Klosterspital. Daneben steht die einstöckige Klosterscheune mit ihren zwei charakteristischen Fledermausgauben. Seit ihrer Renovierung ist in der Scheune eine Gaststätte untergebracht, die Karczma Cysterska, die immer noch durch ein hölzernes Scheunentor betreten wird.
Die nahe gelegene Klosterkanzlei, das Haus der Klosteroffiziale sowie das Handwerkerhaus stammen aus einer Bauphase und wurden Anfang des 18. Jahrhunderts nach gleichem Muster errichtet. Denn sie sind zweistöckig und wurden mit Nachbildungen der Klostergauben sowie einem Walmdach ausgestattet. Die Wände dieser Häuser sind durch schlichte Pilaster gegliedert und unterscheiden sich untereinander nur durch ihre verschiedenen Grundrisse. Als Eckhaus gestaltet ist die Klosterkanzlei, die auf nahezu quadratischem Grundriss erbaut wurde und über eine Sonnenuhr verfügt. Westlich davon befindet sich das Haus der Klosteroffiziale, das fast dreimal so lang wie die Kanzlei ist. Südlich dieser Gebäude findet sich das Handwerkerhaus, das in L-Form angelegt wurde und dessen Flügel die Jakobskirche umrahmen.
Zwischen dem Handwerkerhaus und dem Konventsgebäude ist schräg das Brau- und Backhaus angeordnet. Das große Gebäude wurde Anfang des 18. Jahrhunderts errichtet und mehrmals umgebaut. Es wurde mit zwei Stockwerken und zwei Dachgeschossen großzügig angelegt und mit einem Mansarddach versehen.
Alle Gebäude des Klostergeländes sind in einem schlechten Zustand und vor allem ihre Fassaden und hölzernen Dachstühle müssen restauriert werden. Außerdem werden die meisten Bauwerke noch bewohnt und die zukünftige Nutzung ist ungewiss, jedoch werden die meisten wohl weiterhin als Wohngebäude oder als Lager bzw. Verwaltungsgebäude genutzt werden.

## Jakobskirche
Die zweite Kirche des Klosterkomplexes ist die im Jahre 1202 erstmals erwähnte Jakobskirche. Sie befindet sich genau auf einer Linie mit der Klosterkirche und ist vor der Klosterfassade und hinter dem Backhaus angeordnet. Der heutige barocke Kirchenbau wurde in den 1690er Jahren errichtet und mit einem kreuzförmigen Grundriss sowie mit einer geschwungenen Ostfassade versehen. Die Kirche ist einschiffig und hat einen geraden Choranschluss. Zuerst wurde der Bau als Pfarrkirche für weltliche Klosterbedienstete und auch für Leubuser Bürger genutzt. Nach 1810 wurde die Klosterkirche zur Pfarrkirche und die Jakobskirche wurde in der Folge zur evangelischen Kirche. Vorher hatte sie für kurze Zeit als Arsenal gedient. In der Nachkriegszeit wurde die Kirche ausgeplündert. Außer einem neuen Dach, das 1960 bis 1964 angebracht wurde, erlebte das Bauwerk keine Restaurierungsarbeiten. Bis heute wird die Jakobskirche nicht genutzt und die Statik des Gebäudes muss durch Sicherungsarbeiten gefestigt werden, da die Gewölbe sowie die Außenwände Risse zeigen.

### Sekundärliteratur
- Hans Lutsch: Schlesiens Kunstdenkmäler. Breslau 1903. (Baugeschichte des Klosters im gesamtschlesischen Zusammenhang)
- Czesław Thullie: Zabytki architektoniczne Ziemi Śląskiej na tle rozwoju architektury w Polsce. Kattowitz 1965. (entspricht der Arbeit Hans Lutsch)
- Barbara König: Zabytki architektury sakralnej. Kattowitz 2004, ISBN 83-7183-307-5 (die wichtigsten polnischen Sakralbauten alphabetisch, darunter das Kloster Leubus)